# Вологодский район
Волого́дский муниципа́льный о́круг — административно-территориальная единица (район) в Вологодской области России. В рамках организации местного самоуправления в границах района существует муниципальное образование Вологодский муниципальный округ (с 2004 до 2022 гг. — муниципальный район).
Административный центр — город Вологда (в состав района не входит).

## География
Территория: 4540 км² — 3,2 % (5 место по территории в области).
В Вологодском районе расположены Кубенское и Кековское озёра, а также множество рек; крупнейшие — Вологда, Лежа, Тошня.

## История
Район образован в 1929 году в составе Вологодского округа Северного края.
20 июня 1932 года Президиум ВЦИК постановил «упразднить Вологодский район, Северного края, распределив его территорию следующим образом:
а) сельсоветы: Брюховский, Заболотский, Марковский и Пухтинский полностью, а также части территории Беловского, Гаврильцевского и Лихтожского сельсоветов, с границей на этом участке по реке Лихтожской, отнести к Грязовецкому району, Гончаровский сельсовет полностью — к Кубино-озерскому району, а сельсоветы: Потобовский, Пуденгский, Хреновский и Янгосорский полностью и части территории Емского, Погореловского и Тошнинского сельсоветов, с установлением границы по реке Ема, отнести к Чебсарскому району;
б) остающуюся территорию ликвидируемого Вологодского района, Северного края, подчинить Вологодскому горсовету в порядке постановления Президиума ВЦИК 30 октября 1930 г. (СУ, № 57, ст. 683)»*.
1 сентября 1938 года район был вновь создан уже в составе Вологодской области. 13 декабря 1962 года при расформировании районов к Вологодскому району отошла территория Кубено-Озерского и часть территории Чёбсарского района.
В 2016 году Вологодский район перешёл на новую систему органов местного самоуправления: главой стал председатель представительного собрания, а руководитель администрации был нанят по контракту. 10 октября главой района стал Леонид Черняев, 18 ноября руководителем администрации стал Сергей Жестянников.

## Население
| 2002    | 2009    | 2010    | 2011    | 2012    | 2013    | 2014    | 2015    | 2016    |
| ------- | ------- | ------- | ------- | ------- | ------- | ------- | ------- | ------- |
| 50 956  | ↘50 051 | ↗50 067 | ↗50 471 | ↗50 766 | ↗51 051 | ↗51 779 | ↗51 930 | ↗52 383 |
| 2017    | 2018    | 2019    | 2020    | 2021    | 2023    |         |         |         |
| ↗52 539 | ↗52 589 | ↘52 160 | ↘52 078 | ↗53 256 | ↘52 745 |         |         |         |

### Национальный состав
По итогам переписи населения 2020 года проживали следующие национальности (национальности менее 0,1 % и другое, см. в сноске к строке «Другие»):
| Национальность | Численность, чел. | Доля     |
| -------------- | ----------------- | -------- |
| Русские        | 50 547            | 94,91 %  |
| Украинцы       | 183               | 0,34 %   |
| Армяне         | 131               | 0,25 %   |
| Таджики        | 127               | 0,24 %   |
| Узбеки         | 101               | 0,19 %   |
| Киргизы        | 55                | 0,10 %   |
| Другие         | 2112              | 3,97 %   |
| Итого          | 53 256            | 100,00 % |

## Территориальное устройство
Административно-территориальные единицы
Вологодский район в рамках административно-территориального устройства, включает 23 сельсовета:
| №  | Сельсовет           | Соответствующее муниципальное образование |
| -- | ------------------- | ----------------------------------------- |
| 1  | Березниковский      | Новленское СП                             |
| 2  | Борисовский         | Кубенское СП                              |
| 3  | Вепревский          | Кубенское СП                              |
| 4  | Вотчинский          | Новленское СП                             |
| 5  | Высоковский         | Кубенское СП                              |
| 6  | Гончаровский        | Майское СП                                |
| 7  | Кипеловский         | Старосельское СП                          |
| 8  | Кубенский           | Кубенское СП                              |
| 9  | Лесковский          | Лесковское СП                             |
| 10 | Марковский          | Подлесное СП                              |
| 11 | Несвойский          | Кубенское СП                              |
| 12 | Нефедовский         | Новленское СП                             |
| 13 | Новленский          | Новленское СП                             |
| 14 | Октябрьский         | Майское СП                                |
| 15 | Подлесный           | Подлесное СП                              |
| 16 | Прилукский          | Прилукское СП                             |
| 17 | Пудегский           | Старосельское СП                          |
| 18 | Рабоче-Крестьянский | Майское СП, Сосновское СП, Спасское СП    |
| 19 | Семёнковский        | Семёнковское СП                           |
| 20 | Сосновский          | Сосновское СП                             |
| 21 | Спасский            | Спасское СП                               |
| 22 | Старосельский       | Старосельское СП                          |
| 23 | Федотовский         | Федотовское СП                            |

Муниципальные образования
В рамках организации местного самоуправления в границах района функционирует Вологодский муниципальный округ (с 2004 до 2022 года — муниципальный район).
Изначально в составе новообразованного муниципального района в декабре 2004 года были созданы 23 сельских поселения. В апреле 2009 года некоторые сельские поселения были объединены, в ноябре 2010 года был изменён состав 2 сельских поселений. К концу 2009 года их количество сократилось до 12 сельских поселений. К июню 2017 года были упразднены сельские поселения: Марковское (включено в Подлесное) и Лесковское (включено в Сосновское).
С 2017 до 2022 года муниципальный район делился на 10 муниципальных образований со статусом сельского поселения.
| №  | Сельское поселение | Админ. центр       | Количество населённых пунктов | Население (чел.) | Площадь (км²) | Структура по ОКАТО                                                     |
| -- | ------------------ | ------------------ | ----------------------------- | ---------------- | ------------- | ---------------------------------------------------------------------- |
| 1  | Кубенское          | село Кубенское     | 208                           | ↘5765            | 822,65        | Борисовский, Вепревский, Высоковский, Кубенский, Несвойский сельсоветы |
| 2  | Майское            | посёлок Майский    | 82                            | ↗7302            | 302,17        | Рабоче-Крестьянский; Октябрьский; Гончаровский сельсоветы              |
| 3  | Новленское         | село Новленское    | 181                           | ↘2853            | 779,81        | Березниковский, Вотчинский, Нефедовский, Новленский сельсоветы         |
| 4  | Подлесное          | посёлок Огарково   | 90                            | ↗8225            | 468,62        | Подлесный, Марковский сельсоветы                                       |
| 5  | Прилукское         | посёлок Дорожный   | 17                            | ↗2454            | 236,99        | Прилукский сельсовет                                                   |
| 6  | Семёнковское       | посёлок Семёнково  | 42                            | ↗6239            | 96,65         | Семёнковский сельсовет                                                 |
| 7  | Сосновское         | посёлок Сосновка   | 76                            | ↗7934            | 213,80        | Сосновский, Лесковский, частично Рабоче-Крестьянский сельсоветы        |
| 8  | Спасское           | посёлок Непотягово | 86                            | ↗5984            | 495,29        | Спасский, частично Рабоче-Крестьянский сельсоветы                      |
| 9  | Старосельское      | деревня Стризнево  | 122                           | ↘2272            | 679,44        | Кипеловский, Пудегский, Старосельский сельсовет                        |
| 10 | Федотовское        | посёлок Федотово   | 1                             | ↘4228            | 30,68         | Федотовский сельсовет                                                  |

1 июня 2022 года муниципальный район и все входившие в его состав сельские поселения были упразднены и объединены в Вологодский муниципальный округ.

## Населённые пункты
В Вологодском районе (муниципальном округе) 888 сельских населённых пунктов:
| №   | Населённый пункт    | Тип         | Население (чел.)                                                                           | Бывшее сельское поселение |
| --- | ------------------- | ----------- | ------------------------------------------------------------------------------------------ | ------------------------- |
| 1   | Абаканово           | деревня     | 3 (2010)                                                                                   | Семёнковское              |
| 2   | Абакшино            | деревня     | 72 (2010)                                                                                  | Майское                   |
| 3   | Абрамово            | деревня     | 4 (2010)                                                                                   | Старосельское             |
| 4   | Абрамцево           | деревня     | 5 (2010)                                                                                   | Спасское                  |
| 5   | Авдеево             | деревня     | 0 (2010)                                                                                   | Новленское                |
| 6   | Авдотьино           | деревня     | 0 (2010)                                                                                   | Сосновское                |
| 7   | Авдотьино           | деревня     | 0 (2010)                                                                                   | Спасское                  |
| 8   | Аксёново            | деревня     | 4 (2010)                                                                                   | Старосельское             |
| 9   | Акулово             | деревня     | 12 (2010)                                                                                  | Майское                   |
| 10  | Александровское     | деревня     | 0 (2010)                                                                                   | Спасское                  |
| 11  | Алексеево           | деревня     | 0 (2010)                                                                                   | Кубенское                 |
| 12  | Алексеево           | деревня     | 5 (2010)                                                                                   | Кубенское                 |
| 13  | Алексеево           | деревня     | 0 (2010)                                                                                   | Старосельское             |
| 14  | Алексино            | деревня     | 0 (2010)                                                                                   | Новленское                |
| 15  | Алексино            | деревня     | 0 (2010)                                                                                   | Семёнковское              |
| 16  | Алексино            | деревня     | 0 (2010)                                                                                   | Старосельское             |
| 17  | Алёшино             | деревня     | 40 (2010)                                                                                  | Кубенское                 |
| 18  | Ананьино            | деревня     | 0 (2010)                                                                                   | Старосельское             |
| 19  | Андраково           | деревня     | 3 (2010)                                                                                   | Старосельское             |
| 20  | Андреевское         | деревня     | 7 (2010)                                                                                   | Подлесное                 |
| 21  | Андронино           | деревня     | 5 (2010)                                                                                   | Новленское                |
| 22  | Андроново           | деревня     | 5 (2010)                                                                                   | Кубенское                 |
| 23  | Андроново           | деревня     | 0 (2010)                                                                                   | Кубенское                 |
| 24  | Андронцево          | деревня     | 0 (2010)                                                                                   | Кубенское                 |
| 25  | Андрюшино           | деревня     | 8 (2010)                                                                                   | Новленское                |
| 26  | Анисово             | деревня     | 0 (2010)                                                                                   | Кубенское                 |
| 27  | Антоново            | деревня     | 5 (2010)                                                                                   | Кубенское                 |
| 28  | Антоново            | деревня     | 47 (2010)                                                                                  | Новленское                |
| 29  | Анфалово            | деревня     | 5 (2010)                                                                                   | Новленское                |
| 30  | Анциферово          | деревня     | 14 (2010)                                                                                  | Сосновское                |
| 31  | Анциферово          | деревня     | 0 (2010)                                                                                   | Спасское                  |
| 32  | Анчаково            | деревня     | 3 (2010)                                                                                   | Старосельское             |
| 33  | Анчутино            | деревня     | 0 (2010)                                                                                   | Кубенское                 |
| 34  | Аристово            | деревня     | 0 (2010)                                                                                   | Новленское                |
| 35  | Аристово            | деревня     | 0 (2010)                                                                                   | Новленское                |
| 36  | Архипово            | деревня     | 5 (2010)                                                                                   | Прилукское                |
| 37  | Афанасово           | деревня     | 28 (2010)                                                                                  | Новленское                |
| 38  | Бабик               | деревня     | 5 (2010)                                                                                   | Кубенское                 |
| 39  | Бабиково            | деревня     | 19 (2010)                                                                                  | Подлесное                 |
| 40  | Бабцыно             | деревня     | 5 (2010)                                                                                   | Сосновское                |
| 41  | Багрино             | деревня     | 11 (2010)                                                                                  | Новленское                |
| 42  | Бакланиха           | деревня     | 4 (2010)                                                                                   | Новленское                |
| 43  | Балобаново          | деревня     | 31 (2010)                                                                                  | Новленское                |
| 44  | Баралово            | деревня     | 12 (2010)                                                                                  | Кубенское                 |
| 45  | Барачево            | деревня     | 4 (2010)                                                                                   | Кубенское                 |
| 46  | Барачево            | деревня     | 57 (2010)                                                                                  | Семёнковское              |
| 47  | Баринцево           | деревня     | 0 (2010)                                                                                   | Подлесное                 |
| 48  | Барское             | деревня     | 0 (2010)                                                                                   | Старосельское             |
| 49  | Барсуково           | деревня     | 0 (2010)                                                                                   | Новленское                |
| 50  | Бачманка            | деревня     | 0 (2010)                                                                                   | Старосельское             |
| 51  | Беглово             | деревня     | 4 (2010)                                                                                   | Новленское                |
| 52  | Бедрино             | деревня     | 5 (2010)                                                                                   | Новленское                |
| 53  | Бекетово            | деревня     | 0 (2010)                                                                                   | Кубенское                 |
| 54  | Белавино            | деревня     | 6 (2010)                                                                                   | Кубенское                 |
| 55  | Белое               | деревня     | 0 (2010)                                                                                   | Майское                   |
| 56  | Белое               | деревня     | 0 (2010)                                                                                   | Спасское                  |
| 57  | Белое               | деревня     | 3 (2010)                                                                                   | Старосельское             |
| 58  | Бережок             | деревня     | 3 (2010)                                                                                   | Новленское                |
| 59  | Березник            | деревня     | 437 (2010)                                                                                 | Новленское                |
| 60  | Березовка           | деревня     | 5 (2010)                                                                                   | Кубенское                 |
| 61  | Беседное            | деревня     | 7 (2010)                                                                                   | Старосельское             |
| 62  | Беседы              | деревня     | 0 (2010)                                                                                   | Старосельское             |
| 63  | Бильково            | деревня     | 0 (2010)                                                                                   | Кубенское                 |
| 64  | Бирюлево            | деревня     | 0 (2010)                                                                                   | Спасское                  |
| 65  | Бирючево            | деревня     | 3 (2010)                                                                                   | Кубенское                 |
| 66  | Блиново             | деревня     | 0 (2010)                                                                                   | Майское                   |
| 67  | Блохино             | деревня     | 0 (2010)                                                                                   | Кубенское                 |
| 68  | Бобровское          | деревня     | 3 (2010)                                                                                   | Новленское                |
| 69  | Бовыкино            | деревня     | 11 (2010)                                                                                  | Майское                   |
| 70  | Богородское         | деревня     | 0 (2010)                                                                                   | Спасское                  |
| 71  | Богослово           | деревня     | 0 (2010)                                                                                   | Кубенское                 |
| 72  | Боково              | деревня     | 0 (2010)                                                                                   | Сосновское                |
| 73  | Болотово            | деревня     | 4 (2010)                                                                                   | Подлесное                 |
| 74  | Болтино             | деревня     | 6 (2010)                                                                                   | Спасское                  |
| 75  | Болтутино           | деревня     | 4 (2010)                                                                                   | Старосельское             |
| 76  | Большое             | село        | 78 (2010)                                                                                  | Старосельское             |
| 77  | Большое Чертищево   | деревня     | 0 (2010)                                                                                   | Сосновское                |
| 78  | Большой Двор        | деревня     | 4 (2010)                                                                                   | Кубенское                 |
| 79  | Борборино           | деревня     | 0 (2010)                                                                                   | Подлесное                 |
| 80  | Борилово            | деревня     | 16 (2010)                                                                                  | Семёнковское              |
| 81  | Борилово-2          | деревня     | 16 (2010)                                                                                  | Прилукское                |
| 82  | Борисово            | деревня     | 241 (2010)                                                                                 | Кубенское                 |
| 83  | Борисово            | деревня     | 0 (2010)                                                                                   | Прилукское                |
| 84  | Борисоглебское      | деревня     | 19 (2010)                                                                                  | Кубенское                 |
| 85  | Бородкино           | деревня     | 6 (2010)                                                                                   | Старосельское             |
| 86  | Брагино             | деревня     | 28 (2010)                                                                                  | Старосельское             |
| 87  | Братское            | деревня     | 0 (2010)                                                                                   | Кубенское                 |
| 88  | Бродки              | деревня     | 0 (2010)                                                                                   | Спасское                  |
| 89  | Брюхачево           | деревня     | 0 (2010)                                                                                   | Новленское                |
| 90  | Бряча               | деревня     | 6 (2010)                                                                                   | Кубенское                 |
| 91  | Бубново             | деревня     | 0 (2010)                                                                                   | Спасское                  |
| 92  | Бубырево            | деревня     | 3 (2010)                                                                                   | Новленское                |
| 93  | Бугрино             | деревня     | 45 (2010)                                                                                  | Кубенское                 |
| 94  | Бузаково            | деревня     | 0 (2010)                                                                                   | Кубенское                 |
| 95  | Бурдуково           | деревня     | 5 (2010)                                                                                   | Подлесное                 |
| 96  | Бурдуково           | разъезд     | 0 (2010)                                                                                   | Подлесное                 |
| 97  | Бурлево             | деревня     | 3 (2010)                                                                                   | Подлесное                 |
| 98  | Бурцево             | деревня     | 4 (2010)                                                                                   | Спасское                  |
| 99  | Буяново             | деревня     | 0 (2010)                                                                                   | Кубенское                 |
| 100 | Варламово           | деревня     | 24 (2010)                                                                                  | Майское                   |
| 101 | Василёво            | деревня     | 4 (2010)                                                                                   | Кубенское                 |
| 102 | Василево            | деревня     | 0 (2010)                                                                                   | Старосельское             |
| 103 | Васильевское        | посёлок     | 1767 (2010)                                                                                | Подлесное                 |
| 104 | Васнево             | деревня     | 4 (2010)                                                                                   | Спасское                  |
| 105 | Васюнино            | деревня     | 5 (2010)                                                                                   | Подлесное                 |
| 106 | Ваталино            | деревня     | 0 (2010)                                                                                   | Сосновское                |
| 107 | Ватланово           | деревня     | 76 (2010)                                                                                  | Сосновское                |
| 108 | Вахнево             | деревня     | 3 (2010)                                                                                   | Новленское                |
| 109 | Вахрушево           | деревня     | 7 (2010)                                                                                   | Старосельское             |
| 110 | Вахрушево           | деревня     | 5 (2010)                                                                                   | Старосельское             |
| 111 | Ведраково           | деревня     | 8 (2010)                                                                                   | Новленское                |
| 112 | Ведрово             | деревня     | 5 (2010)                                                                                   | Прилукское                |
| 113 | Великое             | деревня     | 25 (2010)                                                                                  | Кубенское                 |
| 114 | Великое             | деревня     | 8 (2010)                                                                                   | Прилукское                |
| 115 | Вепри               | деревня     | 0 (2010)                                                                                   | Кубенское                 |
| 116 | Вертлово            | деревня     | 0 (2010)                                                                                   | Семёнковское              |
| 117 | Верхневологодский   | посёлок     | 0 (2010)                                                                                   | Кубенское                 |
| 118 | Вецкое              | деревня     | 6 (2010)                                                                                   | Кубенское                 |
| 119 | Виктово             | деревня     | 15 (2010)                                                                                  | Кубенское                 |
| 120 | Винниково           | деревня     | 6 (2010)                                                                                   | Подлесное                 |
| 121 | Вирлово             | деревня     | 9 (2010)                                                                                   | Кубенское                 |
| 122 | Виселкино           | деревня     | 7 (2010)                                                                                   | Новленское                |
| 123 | Владычнево          | деревня     | 120 (2010)                                                                                 | Новленское                |
| 124 | Владычнево          | деревня     | 9 (2010)                                                                                   | Новленское                |
| 125 | Власьево            | деревня     | 6 (2010)                                                                                   | Кубенское                 |
| 126 | Водогино            | деревня     | 21 (2010)                                                                                  | Сосновское                |
| 127 | Воздвиженье         | деревня     | 16 (2010)                                                                                  | Кубенское                 |
| 128 | Волково             | деревня     | 9 (2010)                                                                                   | Подлесное                 |
| 129 | Волково             | деревня     | 10 (2010)                                                                                  | Спасское                  |
| 130 | Волнино             | деревня     | 0 (2010)                                                                                   | Спасское                  |
| 131 | Волочаниново        | деревня     | 9 (2010)                                                                                   | Подлесное                 |
| 132 | Волшницы            | деревня     | 8 (2010)                                                                                   | Новленское                |
| 133 | Воронино            | деревня     | 0 (2010)                                                                                   | Новленское                |
| 134 | Воскресенское       | деревня     | 10 (2010)                                                                                  | Кубенское                 |
| 135 | Воскресенское       | деревня     | 0 (2010)                                                                                   | Сосновское                |
| 136 | Вотолино            | деревня     | 0 (2010)                                                                                   | Семёнковское              |
| 137 | Вотча               | деревня     | 25 (2010)                                                                                  | Новленское                |
| 138 | Вырбово             | деревня     | 0 (2010)                                                                                   | Новленское                |
| 139 | Высоково            | деревня     | 8 (2010)                                                                                   | Сосновское                |
| 140 | Высоково-1          | деревня     | 6 (2010)                                                                                   | Кубенское                 |
| 141 | Высоково-1          | деревня     | 7 (2010)                                                                                   | Новленское                |
| 142 | Высоково-2          | деревня     | 3 (2010)                                                                                   | Новленское                |
| 143 | Высочка             | деревня     | 0 (2010)                                                                                   | Семёнковское              |
| 144 | Гаврилово           | деревня     | 0 (2010)                                                                                   | Кубенское                 |
| 145 | Гаврильцево         | деревня     | 0 (2010)                                                                                   | Спасское                  |
| 146 | Герасимцево         | деревня     | 0 (2010)                                                                                   | Прилукское                |
| 147 | Глазково            | деревня     | 0 (2010)                                                                                   | Кубенское                 |
| 148 | Глотово             | деревня     | 7 (2010)                                                                                   | Кубенское                 |
| 149 | Глушица             | деревня     | 4 (2010)                                                                                   | Подлесное                 |
| 150 | Голенево            | деревня     | 3 (2010)                                                                                   | Подлесное                 |
| 151 | Головково           | деревня     | 0 (2010)                                                                                   | Новленское                |
| 152 | Голубково           | деревня     | 15 (2010)                                                                                  | Спасское                  |
| 153 | Голузино            | деревня     | 0 (2010)                                                                                   | Сосновское                |
| 154 | Гончарка            | деревня     | 8 (2010)                                                                                   | Майское                   |
| 155 | Горбово             | деревня     | 5 (2010)                                                                                   | Новленское                |
| 156 | Горбово             | деревня     | 0 (2010)                                                                                   | Сосновское                |
| 157 | Горбунка            | деревня     | 0 (2010)                                                                                   | Кубенское                 |
| 158 | Горка               | деревня     | 29 (2010)                                                                                  | Майское                   |
| 159 | Горка               | деревня     | 0 (2010)                                                                                   | Сосновское                |
| 160 | Горка               | деревня     | 151 (2010)                                                                                 | Старосельское             |
| 161 | Горка-Ильинская     | деревня     | 3 (2010)                                                                                   | Новленское                |
| 162 | Горка-Никольская    | деревня     | 5 (2010)                                                                                   | Кубенское                 |
| 163 | Горка-Покровская    | деревня     | 16 (2010)                                                                                  | Новленское                |
| 164 | Горка-Покровская    | деревня     | 0 (2010)                                                                                   | Старосельское             |
| 165 | Горное              | деревня     | 3 (2010)                                                                                   | Старосельское             |
| 166 | Городок             | деревня     | 0 (2010)                                                                                   | Кубенское                 |
| 167 | Горшково            | деревня     | 6 (2010)                                                                                   | Сосновское                |
| 168 | Грибково            | посёлок     | 1100 (2010)                                                                                | Подлесное                 |
| 169 | Грибцово            | деревня     | 0 (2010)                                                                                   | Спасское                  |
| 170 | Гриденское          | деревня     | 5 (2010)                                                                                   | Новленское                |
| 171 | Гридино             | деревня     | 0 (2010)                                                                                   | Майское                   |
| 172 | Гришино             | деревня     | 53 (2010)                                                                                  | Прилукское                |
| 173 | Грозилово           | деревня     | 4 (2010)                                                                                   | Новленское                |
| 174 | Губино              | деревня     | 0 (2010)                                                                                   | Кубенское                 |
| 175 | Гуляево             | деревня     | 8 (2010)                                                                                   | Новленское                |
| 176 | Гуреево             | деревня     | 0 (2010)                                                                                   | Новленское                |
| 177 | Гуреиха             | деревня     | 10 (2010)                                                                                  | Старосельское             |
| 178 | ГЭС                 | посёлок     | 6 (2010)                                                                                   | Кубенское                 |
| 179 | Давыдково           | деревня     | 4 (2010)                                                                                   | Кубенское                 |
| 180 | Данилово            | деревня     | 0 (2010)                                                                                   | Спасское                  |
| 181 | Двирево             | деревня     | 0 (2010)                                                                                   | Майское                   |
| 182 | Дектери             | деревня     | 17 (2010)                                                                                  | Кубенское                 |
| 183 | Дектерица           | деревня     | 0 (2010)                                                                                   | Кубенское                 |
| 184 | Демино              | деревня     | 7 (2010)                                                                                   | Кубенское                 |
| 185 | Демино              | деревня     | 11 (2010)                                                                                  | Кубенское                 |
| 186 | Деревенцево         | деревня     | 4 (2010)                                                                                   | Кубенское                 |
| 187 | Деревенька          | деревня     | 11 (2010)                                                                                  | Майское                   |
| 188 | Деревенька          | деревня     | 0 (2010)                                                                                   | Майское                   |
| 189 | Деревково           | деревня     | 3 (2010)                                                                                   | Кубенское                 |
| 190 | Деревягино          | деревня     | 0 (2010)                                                                                   | Старосельское             |
| 191 | Дикая               | ж/д станция | 201 (2010)                                                                                 | Майское                   |
| 192 | Дилялево            | деревня     | 10 (2010)                                                                                  | Новленское                |
| 193 | Дитятьево           | деревня     | 101 (2010)                                                                                 | Майское                   |
| 194 | Дмитриево           | деревня     | 4 (2010)                                                                                   | Майское                   |
| 195 | Дмитриевское        | деревня     | 26 (2010)                                                                                  | Новленское                |
| 196 | Дмитриевское        | деревня     | 14 (2010)                                                                                  | Спасское                  |
| 197 | Доводчиково         | деревня     | 5 (2010)                                                                                   | Спасское                  |
| 198 | Долгово             | деревня     | 10 (2010)                                                                                  | Подлесное                 |
| 199 | Долматово           | деревня     | 0 (2010)                                                                                   | Кубенское                 |
| 200 | Доманово            | деревня     | 10 (2010)                                                                                  | Кубенское                 |
| 201 | Дор                 | деревня     | 48 (2010)                                                                                  | Кубенское                 |
| 202 | Дор                 | деревня     | 5 (2010)                                                                                   | Старосельское             |
| 203 | Дор                 | деревня     | 7 (2010)                                                                                   | Старосельское             |
| 204 | Дорки               | деревня     | 0 (2010)                                                                                   | Старосельское             |
| 205 | Дорково             | деревня     | 0 (2010)                                                                                   | Сосновское                |
| 206 | Доровское           | деревня     | 0 (2010)                                                                                   | Старосельское             |
| 207 | Дорожный            | посёлок     | 688 (2010)                                                                                 | Прилукское                |
| 208 | Доронкино           | деревня     | 4 (2010)                                                                                   | Кубенское                 |
| 209 | Дорофейка           | деревня     | 0 (2010)                                                                                   | Спасское                  |
| 210 | Дроздово            | деревня     | 20 (2010)                                                                                  | Кубенское                 |
| 211 | Дуброво             | деревня     | 0 (2010)                                                                                   | Кубенское                 |
| 212 | Дуброво             | деревня     | 0 (2010)                                                                                   | Новленское                |
| 213 | Дубровское          | посёлок     | 1126 (2010)                                                                                | Семёнковское              |
| 214 | Дудинское           | деревня     | 131 (2010)                                                                                 | Майское                   |
| 215 | Дулепово            | деревня     | 41 (2010)                                                                                  | Майское                   |
| 216 | Дулово              | деревня     | 10 (2010)                                                                                  | Кубенское                 |
| 217 | Дулово              | деревня     | 4 (2010)                                                                                   | Старосельское             |
| 218 | Дуплино             | деревня     | 6 (2010)                                                                                   | Новленское                |
| 219 | Дуплино             | деревня     | 0 (2010)                                                                                   | Старосельское             |
| 220 | Дуравино            | деревня     | 7 (2010)                                                                                   | Подлесное                 |
| 221 | Дурасиха            | деревня     | 0 (2010)                                                                                   | Кубенское                 |
| 222 | Дурасово            | деревня     | 0 (2010)                                                                                   | Семёнковское              |
| 223 | Дурнево             | деревня     | 3 (2010)                                                                                   | Новленское                |
| 224 | Дьяково             | деревня     | 3 (2010)                                                                                   | Подлесное                 |
| 225 | Дьяконцево          | деревня     | 0 (2010)                                                                                   | Новленское                |
| 226 | Дюково              | деревня     | 12 (2010)                                                                                  | Спасское                  |
| 227 | Дятькино            | деревня     | 0 (2010)                                                                                   | Майское                   |
| 228 | Евлашево            | деревня     | 14 (2010)                                                                                  | Кубенское                 |
| 229 | Елгино              | деревня     | 0 (2010)                                                                                   | Подлесное                 |
| 230 | Елизарово           | деревня     | 0 (2010)                                                                                   | Кубенское                 |
| 231 | Ельцыно             | деревня     | 11 (2010)                                                                                  | Подлесное                 |
| 232 | Еляково             | деревня     | 4 (2010)                                                                                   | Кубенское                 |
| 233 | Емельяново          | деревня     | 279 (2010)                                                                                 | Спасское                  |
| 234 | Епифанка            | деревня     | 6 (2010)                                                                                   | Спасское                  |
| 235 | Еремеево            | деревня     | 0 (2010)                                                                                   | Сосновское                |
| 236 | Еремеево            | деревня     | 0 (2010)                                                                                   | Новленское                |
| 237 | Ермаково            | посёлок     | 1496 (2010)                                                                                | Сосновское                |
| 238 | Ермолино            | деревня     | 0 (2010)                                                                                   | Кубенское                 |
| 239 | Ермолово            | деревня     | 5 (2010)                                                                                   | Кубенское                 |
| 240 | Ермолово            | деревня     | 3 (2010)                                                                                   | Майское                   |
| 241 | Ермолово            | деревня     | 0 (2010)                                                                                   | Новленское                |
| 242 | Ермоловское         | деревня     | 0 (2010)                                                                                   | Новленское                |
| 243 | Ерофейка            | деревня     | 128 (2010)                                                                                 | Сосновское                |
| 244 | Ершово              | деревня     | 0 (2010)                                                                                   | Сосновское                |
| 245 | Есиково             | деревня     | 0 (2010)                                                                                   | Сосновское                |
| 246 | Ескино              | деревня     | 0 (2010)                                                                                   | Старосельское             |
| 247 | Есюково             | деревня     | 6 (2010)                                                                                   | Старосельское             |
| 248 | Есюнино             | деревня     | 0 (2010)                                                                                   | Новленское                |
| 249 | Ефимово             | деревня     | 0 (2010)                                                                                   | Кубенское                 |
| 250 | Жаворонково         | деревня     | 9 (2010)                                                                                   | Старосельское             |
| 251 | Жилино              | деревня     | 0 (2010)                                                                                   | Спасское                  |
| 252 | Жуково              | деревня     | 88 (2010)                                                                                  | Новленское                |
| 253 | Жуково              | деревня     | 0 (2010)                                                                                   | Старосельское             |
| 254 | Заболотное          | деревня     | 11 (2010)                                                                                  | Кубенское                 |
| 255 | Заболотье           | деревня     | 0 (2010)                                                                                   | Новленское                |
| 256 | Закобяйкино         | деревня     | 3 (2010)                                                                                   | Подлесное                 |
| 257 | Заломаиха           | деревня     | 11 (2010)                                                                                  | Кубенское                 |
| 258 | Заоникиево          | разъезд     | 3 (2010)                                                                                   | Прилукское                |
| 259 | Запрудка            | деревня     | 12 (2010)                                                                                  | Спасское                  |
| 260 | Заречная            | деревня     | 0 (2010)                                                                                   | Майское                   |
| 261 | Заря                | посёлок     | 849 (2010)                                                                                 | Майское                   |
| 262 | Захарово            | деревня     | 15 (2010)                                                                                  | Подлесное                 |
| 263 | Захарово            | деревня     | 0 (2010)                                                                                   | Спасское                  |
| 264 | Захарьино           | деревня     | 7 (2010)                                                                                   | Старосельское             |
| 265 | Звяга               | деревня     | 3 (2010)                                                                                   | Спасское                  |
| 266 | Зеленино            | деревня     | 4 (2010)                                                                                   | Семёнковское              |
| 267 | Зрелово             | деревня     | 4 (2010)                                                                                   | Новленское                |
| 268 | Зуево               | деревня     | 8 (2010)                                                                                   | Старосельское             |
| 269 | Ивакино             | деревня     | 8 (2010)                                                                                   | Старосельское             |
| 270 | Ивановка            | деревня     | 6 (2010)                                                                                   | Подлесное                 |
| 271 | Ивановское          | деревня     | 0 (2010)                                                                                   | Кубенское                 |
| 272 | Ивановское          | деревня     | 0 (2010)                                                                                   | Кубенское                 |
| 273 | Ивановское          | деревня     | 0 (2010)                                                                                   | Подлесное                 |
| 274 | Ивановское          | деревня     | 13 (2010)                                                                                  | Спасское                  |
| 275 | Иватино             | деревня     | 5 (2010)                                                                                   | Новленское                |
| 276 | Ивашево             | деревня     | 5 (2010)                                                                                   | Новленское                |
| 277 | Ивлево              | деревня     | 21 (2010)                                                                                  | Майское                   |
| 278 | Ивлевское           | деревня     | 18 (2010)                                                                                  | Новленское                |
| 279 | Ивонино             | деревня     | 0 (2010)                                                                                   | Старосельское             |
| 280 | Игнатово            | деревня     | 16 (2010)                                                                                  | Старосельское             |
| 281 | Игначево            | деревня     | 40 (2010)                                                                                  | Новленское                |
| 282 | Измайлово           | деревня     | 0 (2010)                                                                                   | Семёнковское              |
| 283 | Илатово             | деревня     | 0 (2010)                                                                                   | Семёнковское              |
| 284 | Илейкино            | деревня     | 4 (2010)                                                                                   | Кубенское                 |
| 285 | Илекино             | деревня     | 0 (2010)                                                                                   | Кубенское                 |
| 286 | Ильинское           | деревня     | 343 (2010)                                                                                 | Майское                   |
| 287 | Ильинское           | деревня     | 8 (2010)                                                                                   | Спасское                  |
| 288 | Ильинское           | деревня     | 0 (2010)                                                                                   | Спасское                  |
| 289 | Индалово            | деревня     | 5 (2010)                                                                                   | Новленское                |
| 290 | Ирхино              | деревня     | 5 (2010)                                                                                   | Кубенское                 |
| 291 | Исаево              | деревня     | 0 (2010)                                                                                   | Кубенское                 |
| 292 | Исаево              | деревня     | 0 (2010)                                                                                   | Новленское                |
| 293 | Исаково             | деревня     | 3 (2010)                                                                                   | Кубенское                 |
| 294 | Исаково             | деревня     | 7 (2010)                                                                                   | Новленское                |
| 295 | Исаково             | деревня     | 8 (2010)                                                                                   | Сосновское                |
| 296 | Исаково             | деревня     | 6 (2010)                                                                                   | Старосельское             |
| 297 | Исправино           | деревня     | 3 (2010)                                                                                   | Сосновское                |
| 298 | Калинкино           | деревня     | 26 (2010)                                                                                  | Майское                   |
| 299 | Калинкино           | деревня     | 0 (2010)                                                                                   | Подлесное                 |
| 300 | Каргачево           | деревня     | 0 (2010)                                                                                   | Новленское                |
| 301 | Карповское          | деревня     | 4 (2010)                                                                                   | Старосельское             |
| 302 | Карцево             | деревня     | 21 (2010)                                                                                  | Подлесное                 |
| 303 | Каталовское         | деревня     | 3 (2010)                                                                                   | Новленское                |
| 304 | Катунино            | деревня     | 8 (2010)                                                                                   | Подлесное                 |
| 305 | Кашкалино           | деревня     | 6 (2010)                                                                                   | Кубенское                 |
| 306 | Кедрово             | деревня     | 0 (2010)                                                                                   | Сосновское                |
| 307 | Келебардово         | деревня     | 4 (2010)                                                                                   | Новленское                |
| 308 | Киндеево            | деревня     | 5 (2010)                                                                                   | Сосновское                |
| 309 | Кипелово            | деревня     | 0 (2010)                                                                                   | Старосельское             |
| 310 | Кипелово            | посёлок     | 849 (2010)                                                                                 | Старосельское             |
| 311 | Кирики-Улита        | деревня     | 6 (2010)                                                                                   | Спасское                  |
| 312 | Кишкино             | деревня     | 11 (2010)                                                                                  | Подлесное                 |
| 313 | Кишкино             | деревня     | 4 (2010)                                                                                   | Семёнковское              |
| 314 | Кишкино             | деревня     | 0 (2010)                                                                                   | Спасское                  |
| 315 | Кишкинцо            | деревня     | 0 (2010)                                                                                   | Подлесное                 |
| 316 | Клокуново           | деревня     | 8 (2010)                                                                                   | Кубенское                 |
| 317 | Клюшниково          | деревня     | 3 (2010)                                                                                   | Сосновское                |
| 318 | Княгинино           | деревня     | 0 (2010)                                                                                   | Майское                   |
| 319 | Княгинино           | деревня     | 307 (2010)                                                                                 | Подлесное                 |
| 320 | Княжево             | деревня     | 5 (2010)                                                                                   | Новленское                |
| 321 | Княжово             | деревня     | 8 (2010)                                                                                   | Майское                   |
| 322 | Князево             | деревня     | 3 (2010)                                                                                   | Сосновское                |
| 323 | Кобелево            | деревня     | 5 (2010)                                                                                   | Новленское                |
| 324 | Кобелево            | деревня     | 0 (2010)                                                                                   | Новленское                |
| 325 | Ковшово             | деревня     | 0 (2010)                                                                                   | Старосельское             |
| 326 | Ковылево            | деревня     | 0 (2010)                                                                                   | Майское                   |
| 327 | Кожевниково         | деревня     | 4 (2010)                                                                                   | Семёнковское              |
| 328 | Кожино              | деревня     | 0 (2010)                                                                                   | Старосельское             |
| 329 | Кожино              | деревня     | 3 (2010)                                                                                   | Старосельское             |
| 330 | Кожино              | деревня     | 4 (2010)                                                                                   | Майское                   |
| 331 | Кожино              | деревня     | 0 (2010)                                                                                   | Подлесное                 |
| 332 | Козино              | деревня     | 24 (2010)                                                                                  | Подлесное                 |
| 333 | Козицыно            | деревня     | 10 (2010)                                                                                  | Спасское                  |
| 334 | Колбино             | деревня     | 6 (2010)                                                                                   | Кубенское                 |
| 335 | Колбино             | деревня     | 0 (2010)                                                                                   | Майское                   |
| 336 | Колкино             | деревня     | 0 (2010)                                                                                   | Сосновское                |
| 337 | Колоколово          | деревня     | 0 (2010)                                                                                   | Спасское                  |
| 338 | Колотилово          | деревня     | 0 (2010)                                                                                   | Кубенское                 |
| 339 | Колотилово          | деревня     | 6 (2010)                                                                                   | Новленское                |
| 340 | Колотилово          | деревня     | 0 (2010)                                                                                   | Спасское                  |
| 341 | Колышкино           | деревня     | 15 (2010)                                                                                  | Новленское                |
| 342 | Кольцеево           | деревня     | 68 (2010)                                                                                  | Кубенское                 |
| 343 | Комарово            | деревня     | 0 (2010)                                                                                   | Майское                   |
| 344 | Кондыриха           | деревня     | 0 (2010)                                                                                   | Старосельское             |
| 345 | Конищево            | деревня     | 4 (2010)                                                                                   | Спасское                  |
| 346 | Константиново       | деревня     | 99 (2010)                                                                                  | Новленское                |
| 347 | Коншино             | деревня     | 48 (2010)                                                                                  | Кубенское                 |
| 348 | Конюхово            | деревня     | 0 (2010)                                                                                   | Подлесное                 |
| 349 | Копцево             | деревня     | 0 (2010)                                                                                   | Подлесное                 |
| 350 | Копылово            | деревня     | 0 (2010)                                                                                   | Майское                   |
| 351 | Коренево            | деревня     | 12 (2010)                                                                                  | Старосельское             |
| 352 | Коробово            | деревня     | 125 (2010)                                                                                 | Новленское                |
| 353 | Коровайцево         | деревня     | 12 (2010)                                                                                  | Спасское                  |
| 354 | Коротково           | деревня     | 5 (2010)                                                                                   | Кубенское                 |
| 355 | Корцево             | деревня     | 0 (2010)                                                                                   | Старосельское             |
| 356 | Корытово            | деревня     | 0 (2010)                                                                                   | Старосельское             |
| 357 | Корюкино            | деревня     | 3 (2010)                                                                                   | Сосновское                |
| 358 | Корякино            | деревня     | 0 (2010)                                                                                   | Майское                   |
| 359 | Косая Горка         | деревня     | 0 (2010)                                                                                   | Кубенское                 |
| 360 | Косково             | деревня     | 0 (2010)                                                                                   | Подлесное                 |
| 361 | Косково             | деревня     | 5 (2010)                                                                                   | Старосельское             |
| 362 | Костино             | деревня     | 3 (2010)                                                                                   | Подлесное                 |
| 363 | Костино             | деревня     | 0 (2010)                                                                                   | Спасское                  |
| 364 | Костромино          | деревня     | 41 (2010)                                                                                  | Новленское                |
| 365 | Косяково            | деревня     | 0 (2010)                                                                                   | Кубенское                 |
| 366 | Котельниково        | деревня     | 17 (2010)                                                                                  | Спасское                  |
| 367 | Котельниково        | деревня     | 0 (2010)                                                                                   | Старосельское             |
| 368 | Котлово             | деревня     | 5 (2010)                                                                                   | Новленское                |
| 369 | Кочеурово           | деревня     | 37 (2010)                                                                                  | Кубенское                 |
| 370 | Красково            | деревня     | 0 (2010)                                                                                   | Семёнковское              |
| 371 | Красково            | деревня     | 10 (2010)                                                                                  | Спасское                  |
| 372 | Красново            | деревня     | 88 (2010)                                                                                  | Семёнковское              |
| 373 | Красное             | деревня     | 0 (2010)                                                                                   | Сосновское                |
| 374 | Красный Двор        | деревня     | 5 (2010)                                                                                   | Новленское                |
| 375 | Кривое              | деревня     | 11 (2010)                                                                                  | Кубенское                 |
| 376 | Кривякино           | деревня     | 0 (2010)                                                                                   | Новленское                |
| 377 | Кринки              | деревня     | 0 (2010)                                                                                   | Кубенское                 |
| 378 | Круглица            | деревня     | 0 (2010)                                                                                   | Кубенское                 |
| 379 | Круглица            | деревня     | 4 (2010)                                                                                   | Спасское                  |
| 380 | Круголка            | деревня     | 6 (2010)                                                                                   | Спасское                  |
| 381 | Крылово             | деревня     | 0 (2010)                                                                                   | Подлесное                 |
| 382 | Крюково             | деревня     | 0 (2010)                                                                                   | Кубенское                 |
| 383 | Крюково             | деревня     | 0 (2010)                                                                                   | Новленское                |
| 384 | Кряжево             | деревня     | 4 (2010)                                                                                   | Новленское                |
| 385 | Кубаево             | деревня     | 0 (2010)                                                                                   | Сосновское                |
| 386 | Кубаево             | деревня     | 0 (2010)                                                                                   | Старосельское             |
| 387 | Кубенское           | село        | 2314 (2010)                                                                                | Кубенское                 |
| 388 | Кувшиново           | посёлок     | 1151 (2010)                                                                                | Семёнковское              |
| 389 | Кудрявцево          | деревня     | 52 (2010)                                                                                  | Новленское                |
| 390 | Кудрявцево          | деревня     | 7 (2010)                                                                                   | Семёнковское              |
| 391 | Кузнецовка          | деревня     | 0 (2010)                                                                                   | Майское                   |
| 392 | Кузьминское         | деревня     | 0 (2010)                                                                                   | Новленское                |
| 393 | Кузьмодемьянка      | деревня     | 0 (2010)                                                                                   | Кубенское                 |
| 394 | Кулаково            | деревня     | 6 (2010)                                                                                   | Кубенское                 |
| 395 | Кулеберево          | деревня     | 0 (2010)                                                                                   | Майское                   |
| 396 | Кулемесово          | деревня     | 19 (2010)                                                                                  | Кубенское                 |
| 397 | Кулешево            | деревня     | 0 (2010)                                                                                   | Кубенское                 |
| 398 | Куново              | деревня     | 0 (2010)                                                                                   | Кубенское                 |
| 399 | Курбатово           | деревня     | 3 (2010)                                                                                   | Новленское                |
| 400 | Курдумово           | деревня     | 6 (2010)                                                                                   | Новленское                |
| 401 | Куркино             | село        | 1007 (2010)                                                                                | Майское                   |
| 402 | Куркино             | деревня     | 4 (2010)                                                                                   | Новленское                |
| 403 | Курово              | деревня     | 0 (2010)                                                                                   | Новленское                |
| 404 | Куровское           | деревня     | 5 (2010)                                                                                   | Кубенское                 |
| 405 | Кусьево             | деревня     | 6 (2010)                                                                                   | Старосельское             |
| 406 | Кучино              | деревня     | 5 (2010)                                                                                   | Старосельское             |
| 407 | Кущуба              | ж/д станция | 21 (2010)                                                                                  | Старосельское             |
| 408 | Лавкино             | деревня     | 11 (2010)                                                                                  | Сосновское                |
| 409 | Лаврентьево         | деревня     | 0 (2010)                                                                                   | Кубенское                 |
| 410 | Лазарево            | деревня     | 0 (2010)                                                                                   | Подлесное                 |
| 411 | Ламаниха            | деревня     | 7 (2010)                                                                                   | Кубенское                 |
| 412 | Лантьево            | деревня     | 8 (2010)                                                                                   | Сосновское                |
| 413 | Лапач               | деревня     | 19 (2010)                                                                                  | Сосновское                |
| 414 | Ларькино            | деревня     | 0 (2010)                                                                                   | Новленское                |
| 415 | Ласковцево          | деревня     | 10 (2010)                                                                                  | Новленское                |
| 416 | Лахмино             | деревня     | 28 (2010)                                                                                  | Кубенское                 |
| 417 | Лебзино             | деревня     | 8 (2010)                                                                                   | Новленское                |
| 418 | Левино              | деревня     | 0 (2010)                                                                                   | Сосновское                |
| 419 | Легкое              | деревня     | 7 (2010)                                                                                   | Кубенское                 |
| 420 | Лепигино            | деревня     | 0 (2010)                                                                                   | Новленское                |
| 421 | Лесково             | посёлок     | 779 (2010)                                                                                 | Сосновское                |
| 422 | Леушкино            | деревня     | 0 (2010)                                                                                   | Спасское                  |
| 423 | Леушкино            | деревня     | 0 (2010)                                                                                   | Спасское                  |
| 424 | Лиминский           | посёлок     | 34 (2010)                                                                                  | Подлесное                 |
| 425 | Линьково            | деревня     | 8 (2010)                                                                                   | Новленское                |
| 426 | Лисицыно            | деревня     | 8 (2010)                                                                                   | Подлесное                 |
| 427 | Лифино              | деревня     | 0 (2010)                                                                                   | Старосельское             |
| 428 | Лобково             | деревня     | 15 (2010)                                                                                  | Подлесное                 |
| 429 | Ломтево             | деревня     | 102 (2010)                                                                                 | Старосельское             |
| 430 | Лоптуново           | деревня     | 3 (2010)                                                                                   | Подлесное                 |
| 431 | Лукинское           | деревня     | 0 (2010)                                                                                   | Новленское                |
| 432 | Лукинцево           | деревня     | 16 (2010)                                                                                  | Подлесное                 |
| 433 | Лумба               | ж/д станция | 0 (2010)                                                                                   | Старосельское             |
| 434 | Лучниково           | деревня     | 11 (2010)                                                                                  | Семёнковское              |
| 435 | Лызлово             | деревня     | 0 (2010)                                                                                   | Кубенское                 |
| 436 | Лягалово            | деревня     | 5 (2010)                                                                                   | Старосельское             |
| 437 | Лямцыно             | деревня     | 0 (2010)                                                                                   | Спасское                  |
| 438 | Маега               | деревня     | 19 (2010)                                                                                  | Прилукское                |
| 439 | Майский             | посёлок     | 2392 (2010)                                                                                | Майское                   |
| 440 | Макарово            | село        | 518 (2010)                                                                                 | Кубенское                 |
| 441 | Макарово            | деревня     | 0 (2010)                                                                                   | Сосновское                |
| 442 | Макарово            | деревня     | 0 (2010)                                                                                   | Новленское                |
| 443 | Максимищево         | деревня     | 3 (2010)                                                                                   | Новленское                |
| 444 | Максино             | деревня     | 0 (2010)                                                                                   | Старосельское             |
| 445 | Малашково           | деревня     | 10 (2010)                                                                                  | Новленское                |
| 446 | Малая Горка         | деревня     | 0 (2010)                                                                                   | Новленское                |
| 447 | Малиновка           | деревня     | 0 (2010)                                                                                   | Спасское                  |
| 448 | Малое Чертищево     | деревня     | 0 (2010)                                                                                   | Сосновское                |
| 449 | Малоновленское      | деревня     | 134 (2010)                                                                                 | Кубенское                 |
| 450 | Мальгино            | деревня     | 24 (2010)                                                                                  | Новленское                |
| 451 | Мальгино            | деревня     | 0 (2010)                                                                                   | Подлесное                 |
| 452 | Манино              | деревня     | 0 (2010)                                                                                   | Кубенское                 |
| 453 | Мардасово           | деревня     | 18 (2010)                                                                                  | Новленское                |
| 454 | Марково             | деревня     | 22 (2010)                                                                                  | Сосновское                |
| 455 | Марково             | деревня     | 14 (2010)                                                                                  | Подлесное                 |
| 456 | Мартьяново          | деревня     | 0 (2010)                                                                                   | Кубенское                 |
| 457 | Марфино             | деревня     | 313 (2010)                                                                                 | Майское                   |
| 458 | Марьино             | деревня     | 0 (2010)                                                                                   | Кубенское                 |
| 459 | Марьинское          | деревня     | 4 (2010)                                                                                   | Новленское                |
| 460 | Марьинское          | село        | 82 (2010)                                                                                  | Семёнковское              |
| 461 | Марюхино            | деревня     | 4 (2010)                                                                                   | Спасское                  |
| 462 | Маслозавод          | посёлок     | 14 (2010)                                                                                  | Кубенское                 |
| 463 | Маслозавод          | посёлок     | 6 (2010)                                                                                   | Новленское                |
| 464 | Матвеевское         | деревня     | 12 (2010)                                                                                  | Кубенское                 |
| 465 | Матвеевское         | деревня     | 7 (2010)                                                                                   | Подлесное                 |
| 466 | Матвеевское         | деревня     | 17 (2010)                                                                                  | Новленское                |
| 467 | Маурино             | деревня     | 11 (2010)                                                                                  | Майское                   |
| 468 | Маурино             | деревня     | 8 (2010)                                                                                   | Подлесное                 |
| 469 | Маурино             | деревня     | 0 (2010)                                                                                   | Спасское                  |
| 470 | Меглеево            | деревня     | 0 (2010)                                                                                   | Майское                   |
| 471 | Медведево           | деревня     | 0 (2010)                                                                                   | Сосновское                |
| 472 | Медовщиково         | деревня     | 0 (2010)                                                                                   | Подлесное                 |
| 473 | Междуречье          | деревня     | 0 (2010)                                                                                   | Прилукское                |
| 474 | Мелдань             | деревня     | 5 (2010)                                                                                   | Кубенское                 |
| 475 | Мельниково          | деревня     | 0 (2010)                                                                                   | Подлесное                 |
| 476 | Меники              | деревня     | 0 (2010)                                                                                   | Сосновское                |
| 477 | Меньшовское         | деревня     | 18 (2010)                                                                                  | Новленское                |
| 478 | Мигуново            | деревня     | 0 (2010)                                                                                   | Кубенское                 |
| 479 | Мидяново            | деревня     | 4 (2010)                                                                                   | Кубенское                 |
| 480 | Мильково            | деревня     | 0 (2010)                                                                                   | Старосельское             |
| 481 | Минейка             | деревня     | 0 (2010)                                                                                   | Старосельское             |
| 482 | Минино              | деревня     | 36 (2010)                                                                                  | Новленское                |
| 483 | Минино              | деревня     | 45 (2010)                                                                                  | Кубенское                 |
| 484 | Минино              | деревня     | 4 (2010)                                                                                   | Новленское                |
| 485 | Мироносица          | деревня     | 10 (2010)                                                                                  | Подлесное                 |
| 486 | Митенское           | деревня     | 0 (2010)                                                                                   | Майское                   |
| 487 | Митенское           | деревня     | 19 (2010)                                                                                  | Новленское                |
| 488 | Митрополье          | деревня     | 0 (2010)                                                                                   | Новленское                |
| 489 | Митюково            | деревня     | 4 (2010)                                                                                   | Новленское                |
| 490 | Михалёво            | деревня     | 3 (2010)                                                                                   | Новленское                |
| 491 | Михалёво            | деревня     | 52 (2010)                                                                                  | Подлесное                 |
| 492 | Михальцево          | деревня     | 45 (2010)                                                                                  | Майское                   |
| 493 | Мичково             | деревня     | 7 (2010)                                                                                   | Старосельское             |
| 494 | Мишаково            | деревня     | 0 (2010)                                                                                   | Новленское                |
| 495 | Можайское           | посёлок     | 814 (2010)                                                                                 | Спасское                  |
| 496 | Молитвино           | деревня     | 3 (2010)                                                                                   | Сосновское                |
| 497 | Молоково            | деревня     | 0 (2010)                                                                                   | Кубенское                 |
| 498 | Молочная            | ж/д станция | 65 (2010)                                                                                  | Майское                   |
| 499 | Мольбища            | деревня     | 6 (2010)                                                                                   | Майское                   |
| 500 | Морино              | деревня     | 109 (2010)                                                                                 | Кубенское                 |
| 501 | Мормужево           | деревня     | Получено слишком много сущностей из Викиданные. Количество загруженных сущностей: 500/500. | Сосновское                |
| 502 | Мосейково           | деревня     | Получено слишком много сущностей из Викиданные. Количество загруженных сущностей: 500/500. | Подлесное                 |
| 503 | Мосейково           | село        | Получено слишком много сущностей из Викиданные. Количество загруженных сущностей: 500/500. | Подлесное                 |
| 504 | Мостища             | деревня     | Получено слишком много сущностей из Викиданные. Количество загруженных сущностей: 500/500. | Подлесное                 |
| 505 | Мстишино            | деревня     | Получено слишком много сущностей из Викиданные. Количество загруженных сущностей: 500/500. | Спасское                  |
| 506 | Мурманово           | деревня     | Получено слишком много сущностей из Викиданные. Количество загруженных сущностей: 500/500. | Старосельское             |
| 507 | Мусино              | деревня     | Получено слишком много сущностей из Викиданные. Количество загруженных сущностей: 500/500. | Кубенское                 |
| 508 | Мынчаково           | деревня     | Получено слишком много сущностей из Викиданные. Количество загруженных сущностей: 500/500. | Кубенское                 |
| 509 | Мышкино             | деревня     | Получено слишком много сущностей из Викиданные. Количество загруженных сущностей: 500/500. | Майское                   |
| 510 | Мягрино             | деревня     | Получено слишком много сущностей из Викиданные. Количество загруженных сущностей: 500/500. | Майское                   |
| 511 | Нагорново           | деревня     | Получено слишком много сущностей из Викиданные. Количество загруженных сущностей: 500/500. | Новленское                |
| 512 | Нагорное            | деревня     | Получено слишком много сущностей из Викиданные. Количество загруженных сущностей: 500/500. | Спасское                  |
| 513 | Нагорское           | деревня     | Получено слишком много сущностей из Викиданные. Количество загруженных сущностей: 500/500. | Майское                   |
| 514 | Нагорье             | деревня     | Получено слишком много сущностей из Викиданные. Количество загруженных сущностей: 500/500. | Сосновское                |
| 515 | Надеево             | посёлок     | Получено слишком много сущностей из Викиданные. Количество загруженных сущностей: 500/500. | Подлесное                 |
| 516 | Назарово            | деревня     | Получено слишком много сущностей из Викиданные. Количество загруженных сущностей: 500/500. | Сосновское                |
| 517 | Нацепино            | деревня     | Получено слишком много сущностей из Викиданные. Количество загруженных сущностей: 500/500. | Новленское                |
| 518 | Начемерово          | деревня     | Получено слишком много сущностей из Викиданные. Количество загруженных сущностей: 500/500. | Семёнковское              |
| 519 | Неверовское         | село        | Получено слишком много сущностей из Викиданные. Количество загруженных сущностей: 500/500. | Подлесное                 |
| 520 | Невинниково         | деревня     | Получено слишком много сущностей из Викиданные. Количество загруженных сущностей: 500/500. | Подлесное                 |
| 521 | Некрасово           | деревня     | Получено слишком много сущностей из Викиданные. Количество загруженных сущностей: 500/500. | Кубенское                 |
| 522 | Нелидово            | деревня     | Получено слишком много сущностей из Викиданные. Количество загруженных сущностей: 500/500. | Спасское                  |
| 523 | Непотягово          | посёлок     | Получено слишком много сущностей из Викиданные. Количество загруженных сущностей: 500/500. | Спасское                  |
| 524 | Несвойское          | деревня     | Получено слишком много сущностей из Викиданные. Количество загруженных сущностей: 500/500. | Кубенское                 |
| 525 | Нестеровское        | деревня     | Получено слишком много сущностей из Викиданные. Количество загруженных сущностей: 500/500. | Новленское                |
| 526 | Нефедово            | деревня     | Получено слишком много сущностей из Викиданные. Количество загруженных сущностей: 500/500. | Новленское                |
| 527 | Нижнее              | деревня     | Получено слишком много сущностей из Викиданные. Количество загруженных сущностей: 500/500. | Кубенское                 |
| 528 | Низьма              | деревня     | Получено слишком много сущностей из Викиданные. Количество загруженных сущностей: 500/500. | Подлесное                 |
| 529 | Никитино            | деревня     | Получено слишком много сущностей из Викиданные. Количество загруженных сущностей: 500/500. | Спасское                  |
| 530 | Никитино            | деревня     | Получено слишком много сущностей из Викиданные. Количество загруженных сущностей: 500/500. | Семёнковское              |
| 531 | Никифорово          | деревня     | Получено слишком много сущностей из Викиданные. Количество загруженных сущностей: 500/500. | Майское                   |
| 532 | Никулино            | деревня     | Получено слишком много сущностей из Викиданные. Количество загруженных сущностей: 500/500. | Кубенское                 |
| 533 | Никулино            | деревня     | Получено слишком много сущностей из Викиданные. Количество загруженных сущностей: 500/500. | Майское                   |
| 534 | Никулино            | деревня     | Получено слишком много сущностей из Викиданные. Количество загруженных сущностей: 500/500. | Подлесное                 |
| 535 | Никулино            | деревня     | Получено слишком много сущностей из Викиданные. Количество загруженных сущностей: 500/500. | Старосельское             |
| 536 | Никулинское         | деревня     | Получено слишком много сущностей из Викиданные. Количество загруженных сущностей: 500/500. | Новленское                |
| 537 | Новгородово         | деревня     | Получено слишком много сущностей из Викиданные. Количество загруженных сущностей: 500/500. | Старосельское             |
| 538 | Новленское          | село        | Получено слишком много сущностей из Викиданные. Количество загруженных сущностей: 500/500. | Новленское                |
| 539 | Новое               | деревня     | Получено слишком много сущностей из Викиданные. Количество загруженных сущностей: 500/500. | Кубенское                 |
| 540 | Новое               | деревня     | Получено слишком много сущностей из Викиданные. Количество загруженных сущностей: 500/500. | Сосновское                |
| 541 | Новое               | деревня     | Получено слишком много сущностей из Викиданные. Количество загруженных сущностей: 500/500. | Сосновское                |
| 542 | Новое               | деревня     | Получено слишком много сущностей из Викиданные. Количество загруженных сущностей: 500/500. | Старосельское             |
| 543 | Новоселово          | деревня     | Получено слишком много сущностей из Викиданные. Количество загруженных сущностей: 500/500. | Майское                   |
| 544 | Новый Источник      | посёлок     | Получено слишком много сущностей из Викиданные. Количество загруженных сущностей: 500/500. | Сосновское                |
| 545 | Норобово            | деревня     | Получено слишком много сущностей из Викиданные. Количество загруженных сущностей: 500/500. | Спасское                  |
| 546 | Ободаево            | деревня     | Получено слишком много сущностей из Викиданные. Количество загруженных сущностей: 500/500. | Прилукское                |
| 547 | Образцово           | деревня     | Получено слишком много сущностей из Викиданные. Количество загруженных сущностей: 500/500. | Кубенское                 |
| 548 | Обросово            | деревня     | Получено слишком много сущностей из Викиданные. Количество загруженных сущностей: 500/500. | Кубенское                 |
| 549 | Обросцево           | деревня     | Получено слишком много сущностей из Викиданные. Количество загруженных сущностей: 500/500. | Спасское                  |
| 550 | Обсаково            | деревня     | Получено слишком много сущностей из Викиданные. Количество загруженных сущностей: 500/500. | Майское                   |
| 551 | Обухово             | деревня     | Получено слишком много сущностей из Викиданные. Количество загруженных сущностей: 500/500. | Кубенское                 |
| 552 | Обухово             | деревня     | Получено слишком много сущностей из Викиданные. Количество загруженных сущностей: 500/500. | Старосельское             |
| 553 | Овсянниково         | деревня     | Получено слишком много сущностей из Викиданные. Количество загруженных сущностей: 500/500. | Новленское                |
| 554 | Овчинкино           | деревня     | Получено слишком много сущностей из Викиданные. Количество загруженных сущностей: 500/500. | Майское                   |
| 555 | Овчино              | деревня     | Получено слишком много сущностей из Викиданные. Количество загруженных сущностей: 500/500. | Кубенское                 |
| 556 | Огарково            | посёлок     | Получено слишком много сущностей из Викиданные. Количество загруженных сущностей: 500/500. | Подлесное                 |
| 557 | Огибалово           | деревня     | Получено слишком много сущностей из Викиданные. Количество загруженных сущностей: 500/500. | Старосельское             |
| 558 | Одолеиха            | деревня     | Получено слишком много сущностей из Викиданные. Количество загруженных сущностей: 500/500. | Кубенское                 |
| 559 | Озерково            | деревня     | Получено слишком много сущностей из Викиданные. Количество загруженных сущностей: 500/500. | Кубенское                 |
| 560 | Озерково            | деревня     | Получено слишком много сущностей из Викиданные. Количество загруженных сущностей: 500/500. | Спасское                  |
| 561 | Окишево             | деревня     | Получено слишком много сущностей из Викиданные. Количество загруженных сущностей: 500/500. | Кубенское                 |
| 562 | Окулово             | деревня     | Получено слишком много сущностей из Викиданные. Количество загруженных сущностей: 500/500. | Кубенское                 |
| 563 | Окунево             | деревня     | Получено слишком много сущностей из Викиданные. Количество загруженных сущностей: 500/500. | Семёнковское              |
| 564 | Олехово             | деревня     | Получено слишком много сущностей из Викиданные. Количество загруженных сущностей: 500/500. | Кубенское                 |
| 565 | Олешево             | деревня     | Получено слишком много сущностей из Викиданные. Количество загруженных сущностей: 500/500. | Новленское                |
| 566 | Олешково            | деревня     | Получено слишком много сущностей из Викиданные. Количество загруженных сущностей: 500/500. | Новленское                |
| 567 | Омогаево            | деревня     | Получено слишком много сущностей из Викиданные. Количество загруженных сущностей: 500/500. | Новленское                |
| 568 | Опихалино           | деревня     | Получено слишком много сущностей из Викиданные. Количество загруженных сущностей: 500/500. | Новленское                |
| 569 | Опучково            | деревня     | Получено слишком много сущностей из Викиданные. Количество загруженных сущностей: 500/500. | Старосельское             |
| 570 | Орешник             | деревня     | Получено слишком много сущностей из Викиданные. Количество загруженных сущностей: 500/500. | Кубенское                 |
| 571 | Орлово              | деревня     | Получено слишком много сущностей из Викиданные. Количество загруженных сущностей: 500/500. | Новленское                |
| 572 | Осинник             | деревня     | Получено слишком много сущностей из Викиданные. Количество загруженных сущностей: 500/500. | Майское                   |
| 573 | Осиновка            | деревня     | Получено слишком много сущностей из Викиданные. Количество загруженных сущностей: 500/500. | Новленское                |
| 574 | Осиновка            | деревня     | Получено слишком много сущностей из Викиданные. Количество загруженных сущностей: 500/500. | Новленское                |
| 575 | Осипово             | деревня     | Получено слишком много сущностей из Викиданные. Количество загруженных сущностей: 500/500. | Спасское                  |
| 576 | Останино            | деревня     | Получено слишком много сущностей из Викиданные. Количество загруженных сущностей: 500/500. | Новленское                |
| 577 | Остахово            | село        | Получено слишком много сущностей из Викиданные. Количество загруженных сущностей: 500/500. | Кубенское                 |
| 578 | Осташево            | деревня     | Получено слишком много сущностей из Викиданные. Количество загруженных сущностей: 500/500. | Новленское                |
| 579 | Острецово           | деревня     | Получено слишком много сущностей из Викиданные. Количество загруженных сущностей: 500/500. | Кубенское                 |
| 580 | Острецово           | деревня     | Получено слишком много сущностей из Викиданные. Количество загруженных сущностей: 500/500. | Новленское                |
| 581 | Остюнино            | деревня     | Получено слишком много сущностей из Викиданные. Количество загруженных сущностей: 500/500. | Старосельское             |
| 582 | Отеклеево           | деревня     | Получено слишком много сущностей из Викиданные. Количество загруженных сущностей: 500/500. | Новленское                |
| 583 | Отрадное            | деревня     | Получено слишком много сущностей из Викиданные. Количество загруженных сущностей: 500/500. | Сосновское                |
| 584 | Охлопково           | деревня     | Получено слишком много сущностей из Викиданные. Количество загруженных сущностей: 500/500. | Кубенское                 |
| 585 | Павликово           | деревня     | Получено слишком много сущностей из Викиданные. Количество загруженных сущностей: 500/500. | Старосельское             |
| 586 | Павлово             | деревня     | Получено слишком много сущностей из Викиданные. Количество загруженных сущностей: 500/500. | Кубенское                 |
| 587 | Павлово             | деревня     | Получено слишком много сущностей из Викиданные. Количество загруженных сущностей: 500/500. | Новленское                |
| 588 | Павшино             | деревня     | Получено слишком много сущностей из Викиданные. Количество загруженных сущностей: 500/500. | Кубенское                 |
| 589 | Павшино             | деревня     | Получено слишком много сущностей из Викиданные. Количество загруженных сущностей: 500/500. | Новленское                |
| 590 | Пазино              | деревня     | Получено слишком много сущностей из Викиданные. Количество загруженных сущностей: 500/500. | Кубенское                 |
| 591 | Паилово             | деревня     | Получено слишком много сущностей из Викиданные. Количество загруженных сущностей: 500/500. | Майское                   |
| 592 | Палагино            | деревня     | Получено слишком много сущностей из Викиданные. Количество загруженных сущностей: 500/500. | Старосельское             |
| 593 | Палкино             | деревня     | Получено слишком много сущностей из Викиданные. Количество загруженных сущностей: 500/500. | Новленское                |
| 594 | Паново              | деревня     | Получено слишком много сущностей из Викиданные. Количество загруженных сущностей: 500/500. | Новленское                |
| 595 | Пантелеево          | деревня     | Получено слишком много сущностей из Викиданные. Количество загруженных сущностей: 500/500. | Майское                   |
| 596 | Панькино            | деревня     | Получено слишком много сущностей из Викиданные. Количество загруженных сущностей: 500/500. | Майское                   |
| 597 | Папино              | деревня     | Получено слишком много сущностей из Викиданные. Количество загруженных сущностей: 500/500. | Кубенское                 |
| 598 | Паприха             | ж/д станция | Получено слишком много сущностей из Викиданные. Количество загруженных сущностей: 500/500. | Подлесное                 |
| 599 | Паричино            | деревня     | Получено слишком много сущностей из Викиданные. Количество загруженных сущностей: 500/500. | Кубенское                 |
| 600 | Пасынково           | деревня     | Получено слишком много сущностей из Викиданные. Количество загруженных сущностей: 500/500. | Кубенское                 |
| 601 | Паутово             | деревня     | Получено слишком много сущностей из Викиданные. Количество загруженных сущностей: 500/500. | Кубенское                 |
| 602 | Пахталово           | деревня     | Получено слишком много сущностей из Викиданные. Количество загруженных сущностей: 500/500. | Старосельское             |
| 603 | Пашинка             | деревня     | Получено слишком много сущностей из Викиданные. Количество загруженных сущностей: 500/500. | Кубенское                 |
| 604 | Первомайский        | посёлок     | Получено слишком много сущностей из Викиданные. Количество загруженных сущностей: 500/500. | Новленское                |
| 605 | Первомайское        | деревня     | Получено слишком много сущностей из Викиданные. Количество загруженных сущностей: 500/500. | Подлесное                 |
| 606 | Первомайское        | село        | Получено слишком много сущностей из Викиданные. Количество загруженных сущностей: 500/500. | Подлесное                 |
| 607 | Перхурьево          | деревня     | Получено слишком много сущностей из Викиданные. Количество загруженных сущностей: 500/500. | Кубенское                 |
| 608 | Перхурьево          | деревня     | Получено слишком много сущностей из Викиданные. Количество загруженных сущностей: 500/500. | Новленское                |
| 609 | Перьево             | деревня     | Получено слишком много сущностей из Викиданные. Количество загруженных сущностей: 500/500. | Кубенское                 |
| 610 | Перьево             | посёлок     | Получено слишком много сущностей из Викиданные. Количество загруженных сущностей: 500/500. | Спасское                  |
| 611 | Пески               | деревня     | Получено слишком много сущностей из Викиданные. Количество загруженных сущностей: 500/500. | Новленское                |
| 612 | Песочное            | посёлок     | Получено слишком много сущностей из Викиданные. Количество загруженных сущностей: 500/500. | Кубенское                 |
| 613 | Пестово             | деревня     | Получено слишком много сущностей из Викиданные. Количество загруженных сущностей: 500/500. | Майское                   |
| 614 | Петраково           | деревня     | Получено слишком много сущностей из Викиданные. Количество загруженных сущностей: 500/500. | Майское                   |
| 615 | Петраково           | деревня     | Получено слишком много сущностей из Викиданные. Количество загруженных сущностей: 500/500. | Новленское                |
| 616 | Петраково           | деревня     | Получено слишком много сущностей из Викиданные. Количество загруженных сущностей: 500/500. | Семёнковское              |
| 617 | Петровское          | деревня     | Получено слишком много сущностей из Викиданные. Количество загруженных сущностей: 500/500. | Спасское                  |
| 618 | Петрушино           | деревня     | Получено слишком много сущностей из Викиданные. Количество загруженных сущностей: 500/500. | Кубенское                 |
| 619 | Печинки             | деревня     | Получено слишком много сущностей из Викиданные. Количество загруженных сущностей: 500/500. | Спасское                  |
| 620 | Пилатово            | деревня     | Получено слишком много сущностей из Викиданные. Количество загруженных сущностей: 500/500. | Спасское                  |
| 621 | Пирогово            | деревня     | Получено слишком много сущностей из Викиданные. Количество загруженных сущностей: 500/500. | Сосновское                |
| 622 | Пищалино            | деревня     | Получено слишком много сущностей из Викиданные. Количество загруженных сущностей: 500/500. | Подлесное                 |
| 623 | Плющево             | деревня     | Получено слишком много сущностей из Викиданные. Количество загруженных сущностей: 500/500. | Новленское                |
| 624 | Погорелка           | деревня     | Получено слишком много сущностей из Викиданные. Количество загруженных сущностей: 500/500. | Подлесное                 |
| 625 | Погорелово          | деревня     | Получено слишком много сущностей из Викиданные. Количество загруженных сущностей: 500/500. | Кубенское                 |
| 626 | Погорелово          | деревня     | Получено слишком много сущностей из Викиданные. Количество загруженных сущностей: 500/500. | Подлесное                 |
| 627 | Погорелово          | село        | Получено слишком много сущностей из Викиданные. Количество загруженных сущностей: 500/500. | Сосновское                |
| 628 | Погост Воскресенье  | село        | Получено слишком много сущностей из Викиданные. Количество загруженных сущностей: 500/500. | Кубенское                 |
| 629 | Погост Дмитриевский | деревня     | Получено слишком много сущностей из Викиданные. Количество загруженных сущностей: 500/500. | Старосельское             |
| 630 | Погост Оночесть     | деревня     | Получено слишком много сущностей из Викиданные. Количество загруженных сущностей: 500/500. | Старосельское             |
| 631 | Погост Рождество    | село        | Получено слишком много сущностей из Викиданные. Количество загруженных сущностей: 500/500. | Кубенское                 |
| 632 | Погостец            | деревня     | Получено слишком много сущностей из Викиданные. Количество загруженных сущностей: 500/500. | Новленское                |
| 633 | Подберевское        | деревня     | Получено слишком много сущностей из Викиданные. Количество загруженных сущностей: 500/500. | Семёнковское              |
| 634 | Подберезье          | деревня     | Получено слишком много сущностей из Викиданные. Количество загруженных сущностей: 500/500. | Новленское                |
| 635 | Подгорье            | деревня     | Получено слишком много сущностей из Викиданные. Количество загруженных сущностей: 500/500. | Спасское                  |
| 636 | Подол               | деревня     | Получено слишком много сущностей из Викиданные. Количество загруженных сущностей: 500/500. | Новленское                |
| 637 | Подолец             | деревня     | Получено слишком много сущностей из Викиданные. Количество загруженных сущностей: 500/500. | Новленское                |
| 638 | Подолино            | деревня     | Получено слишком много сущностей из Викиданные. Количество загруженных сущностей: 500/500. | Кубенское                 |
| 639 | Подолино            | деревня     | Получено слишком много сущностей из Викиданные. Количество загруженных сущностей: 500/500. | Старосельское             |
| 640 | Подомарцево         | деревня     | Получено слишком много сущностей из Викиданные. Количество загруженных сущностей: 500/500. | Спасское                  |
| 641 | Покровское          | деревня     | Получено слишком много сущностей из Викиданные. Количество загруженных сущностей: 500/500. | Кубенское                 |
| 642 | Полянки             | деревня     | Получено слишком много сущностей из Викиданные. Количество загруженных сущностей: 500/500. | Кубенское                 |
| 643 | Поляны              | деревня     | Получено слишком много сущностей из Викиданные. Количество загруженных сущностей: 500/500. | Майское                   |
| 644 | Помыгалово          | деревня     | Получено слишком много сущностей из Викиданные. Количество загруженных сущностей: 500/500. | Кубенское                 |
| 645 | Попадьино           | деревня     | Получено слишком много сущностей из Викиданные. Количество загруженных сущностей: 500/500. | Старосельское             |
| 646 | Поповка             | деревня     | Получено слишком много сущностей из Викиданные. Количество загруженных сущностей: 500/500. | Майское                   |
| 647 | Поповка             | деревня     | Получено слишком много сущностей из Викиданные. Количество загруженных сущностей: 500/500. | Новленское                |
| 648 | Поповка             | деревня     | Получено слишком много сущностей из Викиданные. Количество загруженных сущностей: 500/500. | Спасское                  |
| 649 | Попово              | деревня     | Получено слишком много сущностей из Викиданные. Количество загруженных сущностей: 500/500. | Новленское                |
| 650 | Поповское           | деревня     | Получено слишком много сущностей из Викиданные. Количество загруженных сущностей: 500/500. | Кубенское                 |
| 651 | Поповское           | деревня     | Получено слишком много сущностей из Викиданные. Количество загруженных сущностей: 500/500. | Подлесное                 |
| 652 | Порошино            | деревня     | Получено слишком много сущностей из Викиданные. Количество загруженных сущностей: 500/500. | Подлесное                 |
| 653 | Посыкино            | деревня     | Получено слишком много сущностей из Викиданные. Количество загруженных сущностей: 500/500. | Кубенское                 |
| 654 | Потанино            | деревня     | Получено слишком много сущностей из Викиданные. Количество загруженных сущностей: 500/500. | Кубенское                 |
| 655 | Потапово            | деревня     | Получено слишком много сущностей из Викиданные. Количество загруженных сущностей: 500/500. | Старосельское             |
| 656 | Потрохово           | деревня     | Получено слишком много сущностей из Викиданные. Количество загруженных сущностей: 500/500. | Кубенское                 |
| 657 | Поченга             | деревня     | Получено слишком много сущностей из Викиданные. Количество загруженных сущностей: 500/500. | Майское                   |
| 658 | Починок             | деревня     | Получено слишком много сущностей из Викиданные. Количество загруженных сущностей: 500/500. | Старосельское             |
| 659 | Починок             | деревня     | Получено слишком много сущностей из Викиданные. Количество загруженных сущностей: 500/500. | Кубенское                 |
| 660 | Починок             | деревня     | Получено слишком много сущностей из Викиданные. Количество загруженных сущностей: 500/500. | Сосновское                |
| 661 | Починок             | деревня     | Получено слишком много сущностей из Викиданные. Количество загруженных сущностей: 500/500. | Спасское                  |
| 662 | Починок             | деревня     | Получено слишком много сущностей из Викиданные. Количество загруженных сущностей: 500/500. | Спасское                  |
| 663 | Починок             | деревня     | Получено слишком много сущностей из Викиданные. Количество загруженных сущностей: 500/500. | Старосельское             |
| 664 | Починок-1           | деревня     | Получено слишком много сущностей из Викиданные. Количество загруженных сущностей: 500/500. | Сосновское                |
| 665 | Починок-2           | деревня     | Получено слишком много сущностей из Викиданные. Количество загруженных сущностей: 500/500. | Сосновское                |
| 666 | Прибытково          | деревня     | Получено слишком много сущностей из Викиданные. Количество загруженных сущностей: 500/500. | Майское                   |
| 667 | Прибытково          | деревня     | Получено слишком много сущностей из Викиданные. Количество загруженных сущностей: 500/500. | Новленское                |
| 668 | Прокино             | деревня     | Получено слишком много сущностей из Викиданные. Количество загруженных сущностей: 500/500. | Новленское                |
| 669 | Прокино             | деревня     | Получено слишком много сущностей из Викиданные. Количество загруженных сущностей: 500/500. | Старосельское             |
| 670 | Прокунино           | деревня     | Получено слишком много сущностей из Викиданные. Количество загруженных сущностей: 500/500. | Кубенское                 |
| 671 | Прокунино           | деревня     | Получено слишком много сущностей из Викиданные. Количество загруженных сущностей: 500/500. | Старосельское             |
| 672 | Прохорово           | деревня     | Получено слишком много сущностей из Викиданные. Количество загруженных сущностей: 500/500. | Сосновское                |
| 673 | Пудега              | деревня     | Получено слишком много сущностей из Викиданные. Количество загруженных сущностей: 500/500. | Семёнковское              |
| 674 | Путятино            | деревня     | Получено слишком много сущностей из Викиданные. Количество загруженных сущностей: 500/500. | Кубенское                 |
| 675 | Пучинино            | деревня     | Получено слишком много сущностей из Викиданные. Количество загруженных сущностей: 500/500. | Старосельское             |
| 676 | Пыхмарево           | деревня     | Получено слишком много сущностей из Викиданные. Количество загруженных сущностей: 500/500. | Спасское                  |
| 677 | Раскопино           | деревня     | Получено слишком много сущностей из Викиданные. Количество загруженных сущностей: 500/500. | Майское                   |
| 678 | Реброво             | деревня     | Получено слишком много сущностей из Викиданные. Количество загруженных сущностей: 500/500. | Подлесное                 |
| 679 | Редькино            | деревня     | Получено слишком много сущностей из Викиданные. Количество загруженных сущностей: 500/500. | Подлесное                 |
| 680 | Резвино             | деревня     | Получено слишком много сущностей из Викиданные. Количество загруженных сущностей: 500/500. | Старосельское             |
| 681 | Решетниково         | деревня     | Получено слишком много сущностей из Викиданные. Количество загруженных сущностей: 500/500. | Кубенское                 |
| 682 | Рогачёво            | деревня     | Получено слишком много сущностей из Викиданные. Количество загруженных сущностей: 500/500. | Подлесное                 |
| 683 | Рогозкино           | деревня     | Получено слишком много сущностей из Викиданные. Количество загруженных сущностей: 500/500. | Сосновское                |
| 684 | Родионцево          | деревня     | Получено слишком много сущностей из Викиданные. Количество загруженных сущностей: 500/500. | Спасское                  |
| 685 | Романово            | деревня     | Получено слишком много сущностей из Викиданные. Количество загруженных сущностей: 500/500. | Новленское                |
| 686 | Романово            | деревня     | Получено слишком много сущностей из Викиданные. Количество загруженных сущностей: 500/500. | Старосельское             |
| 687 | Рословское          | деревня     | Получено слишком много сущностей из Викиданные. Количество загруженных сущностей: 500/500. | Новленское                |
| 688 | Рослятино           | деревня     | Получено слишком много сущностей из Викиданные. Количество загруженных сущностей: 500/500. | Кубенское                 |
| 689 | Россолово           | деревня     | Получено слишком много сущностей из Викиданные. Количество загруженных сущностей: 500/500. | Майское                   |
| 690 | Ростани             | деревня     | Получено слишком много сущностей из Викиданные. Количество загруженных сущностей: 500/500. | Новленское                |
| 691 | Рубцово             | посёлок     | Получено слишком много сущностей из Викиданные. Количество загруженных сущностей: 500/500. | Сосновское                |
| 692 | Руново              | деревня     | Получено слишком много сущностей из Викиданные. Количество загруженных сущностей: 500/500. | Сосновское                |
| 693 | Савкино             | деревня     | Получено слишком много сущностей из Викиданные. Количество загруженных сущностей: 500/500. | Кубенское                 |
| 694 | Савкино             | деревня     | Получено слишком много сущностей из Викиданные. Количество загруженных сущностей: 500/500. | Сосновское                |
| 695 | Сазоново            | деревня     | Получено слишком много сущностей из Викиданные. Количество загруженных сущностей: 500/500. | Новленское                |
| 696 | Сальково            | деревня     | Получено слишком много сущностей из Викиданные. Количество загруженных сущностей: 500/500. | Майское                   |
| 697 | Сараево             | деревня     | Получено слишком много сущностей из Викиданные. Количество загруженных сущностей: 500/500. | Кубенское                 |
| 698 | Сараево             | деревня     | Получено слишком много сущностей из Викиданные. Количество загруженных сущностей: 500/500. | Майское                   |
| 699 | Сарейка             | деревня     | Получено слишком много сущностей из Викиданные. Количество загруженных сущностей: 500/500. | Старосельское             |
| 700 | Светилки            | деревня     | Получено слишком много сущностей из Викиданные. Количество загруженных сущностей: 500/500. | Старосельское             |
| 701 | Свободный Угол      | деревня     | Получено слишком много сущностей из Викиданные. Количество загруженных сущностей: 500/500. | Новленское                |
| 702 | Севастьяново        | деревня     | Получено слишком много сущностей из Викиданные. Количество загруженных сущностей: 500/500. | Новленское                |
| 703 | Северная Ферма      | село        | Получено слишком много сущностей из Викиданные. Количество загруженных сущностей: 500/500. | Кубенское                 |
| 704 | Северово            | деревня     | Получено слишком много сущностей из Викиданные. Количество загруженных сущностей: 500/500. | Прилукское                |
| 705 | Селезенцево         | деревня     | Получено слишком много сущностей из Викиданные. Количество загруженных сущностей: 500/500. | Подлесное                 |
| 706 | Селезнево           | деревня     | Получено слишком много сущностей из Викиданные. Количество загруженных сущностей: 500/500. | Кубенское                 |
| 707 | Селища              | деревня     | Получено слишком много сущностей из Викиданные. Количество загруженных сущностей: 500/500. | Новленское                |
| 708 | Селюнино            | деревня     | Получено слишком много сущностей из Викиданные. Количество загруженных сущностей: 500/500. | Майское                   |
| 709 | Семёнково           | деревня     | Получено слишком много сущностей из Викиданные. Количество загруженных сущностей: 500/500. | Майское                   |
| 710 | Семёнково           | деревня     | Получено слишком много сущностей из Викиданные. Количество загруженных сущностей: 500/500. | Кубенское                 |
| 711 | Семёнково           | деревня     | Получено слишком много сущностей из Викиданные. Количество загруженных сущностей: 500/500. | Майское                   |
| 712 | Семёнково           | посёлок     | Получено слишком много сущностей из Викиданные. Количество загруженных сущностей: 500/500. | Семёнковское              |
| 713 | Семёнково           | деревня     | Получено слишком много сущностей из Викиданные. Количество загруженных сущностей: 500/500. | Старосельское             |
| 714 | Семёнково-2         | деревня     | Получено слишком много сущностей из Викиданные. Количество загруженных сущностей: 500/500. | Прилукское                |
| 715 | Семёновское         | деревня     | Получено слишком много сущностей из Викиданные. Количество загруженных сущностей: 500/500. | Новленское                |
| 716 | Семёновское         | деревня     | Получено слишком много сущностей из Викиданные. Количество загруженных сущностей: 500/500. | Подлесное                 |
| 717 | Семигоры            | деревня     | Получено слишком много сущностей из Викиданные. Количество загруженных сущностей: 500/500. | Кубенское                 |
| 718 | Семигорье           | деревня     | Получено слишком много сущностей из Викиданные. Количество загруженных сущностей: 500/500. | Старосельское             |
| 719 | Семково             | деревня     | Получено слишком много сущностей из Викиданные. Количество загруженных сущностей: 500/500. | Майское                   |
| 720 | Семрюхово           | деревня     | Получено слишком много сущностей из Викиданные. Количество загруженных сущностей: 500/500. | Новленское                |
| 721 | Семшино             | деревня     | Получено слишком много сущностей из Викиданные. Количество загруженных сущностей: 500/500. | Семёнковское              |
| 722 | Сергеево            | деревня     | Получено слишком много сущностей из Викиданные. Количество загруженных сущностей: 500/500. | Майское                   |
| 723 | Середнее            | деревня     | Получено слишком много сущностей из Викиданные. Количество загруженных сущностей: 500/500. | Кубенское                 |
| 724 | Сестрилка           | деревня     | Получено слишком много сущностей из Викиданные. Количество загруженных сущностей: 500/500. | Подлесное                 |
| 725 | Сидельниково        | деревня     | Получено слишком много сущностей из Викиданные. Количество загруженных сущностей: 500/500. | Старосельское             |
| 726 | Сидорово            | деревня     | Получено слишком много сущностей из Викиданные. Количество загруженных сущностей: 500/500. | Новленское                |
| 727 | Силино              | деревня     | Получено слишком много сущностей из Викиданные. Количество загруженных сущностей: 500/500. | Старосельское             |
| 728 | Синдошь             | деревня     | Получено слишком много сущностей из Викиданные. Количество загруженных сущностей: 500/500. | Кубенское                 |
| 729 | Синицыно            | деревня     | Получено слишком много сущностей из Викиданные. Количество загруженных сущностей: 500/500. | Кубенское                 |
| 730 | Скорбежево          | деревня     | Получено слишком много сущностей из Викиданные. Количество загруженных сущностей: 500/500. | Сосновское                |
| 731 | Скородумка          | деревня     | Получено слишком много сущностей из Викиданные. Количество загруженных сущностей: 500/500. | Майское                   |
| 732 | Скресенское         | деревня     | Получено слишком много сущностей из Викиданные. Количество загруженных сущностей: 500/500. | Майское                   |
| 733 | Скрипилово          | деревня     | Получено слишком много сущностей из Викиданные. Количество загруженных сущностей: 500/500. | Старосельское             |
| 734 | Скрябино            | деревня     | Получено слишком много сущностей из Викиданные. Количество загруженных сущностей: 500/500. | Подлесное                 |
| 735 | Слобода             | деревня     | Получено слишком много сущностей из Викиданные. Количество загруженных сущностей: 500/500. | Кубенское                 |
| 736 | Слободища           | деревня     | Получено слишком много сущностей из Викиданные. Количество загруженных сущностей: 500/500. | Кубенское                 |
| 737 | Смольево            | деревня     | Получено слишком много сущностей из Викиданные. Количество загруженных сущностей: 500/500. | Сосновское                |
| 738 | Смыково             | деревня     | Получено слишком много сущностей из Викиданные. Количество загруженных сущностей: 500/500. | Майское                   |
| 739 | Снасудово           | деревня     | Получено слишком много сущностей из Викиданные. Количество загруженных сущностей: 500/500. | Подлесное                 |
| 740 | Сокирино            | деревня     | Получено слишком много сущностей из Викиданные. Количество загруженных сущностей: 500/500. | Старосельское             |
| 741 | Сокольниково        | деревня     | Получено слишком много сущностей из Викиданные. Количество загруженных сущностей: 500/500. | Старосельское             |
| 742 | Сорошнево           | деревня     | Получено слишком много сущностей из Викиданные. Количество загруженных сущностей: 500/500. | Сосновское                |
| 743 | Сорошнево           | деревня     | Получено слишком много сущностей из Викиданные. Количество загруженных сущностей: 500/500. | Спасское                  |
| 744 | Сосновка            | посёлок     | Получено слишком много сущностей из Викиданные. Количество загруженных сущностей: 500/500. | Сосновское                |
| 745 | Спасс               | деревня     | Получено слишком много сущностей из Викиданные. Количество загруженных сущностей: 500/500. | Подлесное                 |
| 746 | Спасское            | село        | Получено слишком много сущностей из Викиданные. Количество загруженных сущностей: 500/500. | Спасское                  |
| 747 | Спирино             | деревня     | Получено слишком много сущностей из Викиданные. Количество загруженных сущностей: 500/500. | Сосновское                |
| 748 | Спорышево           | деревня     | Получено слишком много сущностей из Викиданные. Количество загруженных сущностей: 500/500. | Майское                   |
| 749 | Старая Елизарка     | деревня     | Получено слишком много сущностей из Викиданные. Количество загруженных сущностей: 500/500. | Спасское                  |
| 750 | Старое              | деревня     | Получено слишком много сущностей из Викиданные. Количество загруженных сущностей: 500/500. | Майское                   |
| 751 | Старое              | деревня     | Получено слишком много сущностей из Викиданные. Количество загруженных сущностей: 500/500. | Старосельское             |
| 752 | Старое Село         | деревня     | Получено слишком много сущностей из Викиданные. Количество загруженных сущностей: 500/500. | Кубенское                 |
| 753 | Старое Село         | деревня     | Получено слишком много сущностей из Викиданные. Количество загруженных сущностей: 500/500. | Новленское                |
| 754 | Степаново           | деревня     | Получено слишком много сущностей из Викиданные. Количество загруженных сущностей: 500/500. | Новленское                |
| 755 | Степаново           | деревня     | Получено слишком много сущностей из Викиданные. Количество загруженных сущностей: 500/500. | Новленское                |
| 756 | Степаново           | деревня     | Получено слишком много сущностей из Викиданные. Количество загруженных сущностей: 500/500. | Сосновское                |
| 757 | Стралево            | деревня     | Получено слишком много сущностей из Викиданные. Количество загруженных сущностей: 500/500. | Старосельское             |
| 758 | Стрелково           | деревня     | Получено слишком много сущностей из Викиданные. Количество загруженных сущностей: 500/500. | Майское                   |
| 759 | Стризнево           | деревня     | Получено слишком много сущностей из Викиданные. Количество загруженных сущностей: 500/500. | Сосновское                |
| 760 | Стризнево           | деревня     | Получено слишком много сущностей из Викиданные. Количество загруженных сущностей: 500/500. | Старосельское             |
| 761 | Субачево            | деревня     | Получено слишком много сущностей из Викиданные. Количество загруженных сущностей: 500/500. | Новленское                |
| 762 | Сулинское           | деревня     | Получено слишком много сущностей из Викиданные. Количество загруженных сущностей: 500/500. | Майское                   |
| 763 | Сумароково          | деревня     | Получено слишком много сущностей из Викиданные. Количество загруженных сущностей: 500/500. | Кубенское                 |
| 764 | Сусолово            | деревня     | Получено слишком много сущностей из Викиданные. Количество загруженных сущностей: 500/500. | Старосельское             |
| 765 | Сухолжино           | деревня     | Получено слишком много сущностей из Викиданные. Количество загруженных сущностей: 500/500. | Новленское                |
| 766 | Сухоломово          | деревня     | Получено слишком много сущностей из Викиданные. Количество загруженных сущностей: 500/500. | Кубенское                 |
| 767 | Сухоруково          | деревня     | Получено слишком много сущностей из Викиданные. Количество загруженных сущностей: 500/500. | Кубенское                 |
| 768 | Сысоево             | деревня     | Получено слишком много сущностей из Викиданные. Количество загруженных сущностей: 500/500. | Кубенское                 |
| 769 | Сысоево             | деревня     | Получено слишком много сущностей из Викиданные. Количество загруженных сущностей: 500/500. | Спасское                  |
| 770 | Сычево              | деревня     | Получено слишком много сущностей из Викиданные. Количество загруженных сущностей: 500/500. | Старосельское             |
| 771 | Сяма                | деревня     | Получено слишком много сущностей из Викиданные. Количество загруженных сущностей: 500/500. | Новленское                |
| 772 | Талицы              | деревня     | Получено слишком много сущностей из Викиданные. Количество загруженных сущностей: 500/500. | Старосельское             |
| 773 | Тарасково           | деревня     | Получено слишком много сущностей из Викиданные. Количество загруженных сущностей: 500/500. | Новленское                |
| 774 | Тарасово            | деревня     | Получено слишком много сущностей из Викиданные. Количество загруженных сущностей: 500/500. | Новленское                |
| 775 | Татариново          | деревня     | Получено слишком много сущностей из Викиданные. Количество загруженных сущностей: 500/500. | Старосельское             |
| 776 | Татарово            | деревня     | Получено слишком много сущностей из Викиданные. Количество загруженных сущностей: 500/500. | Кубенское                 |
| 777 | Ташково             | деревня     | Получено слишком много сущностей из Викиданные. Количество загруженных сущностей: 500/500. | Кубенское                 |
| 778 | Телячьево           | деревня     | Получено слишком много сущностей из Викиданные. Количество загруженных сущностей: 500/500. | Новленское                |
| 779 | Терентьевское       | деревня     | Получено слишком много сущностей из Викиданные. Количество загруженных сущностей: 500/500. | Семёнковское              |
| 780 | Терпелка            | деревня     | Получено слишком много сущностей из Викиданные. Количество загруженных сущностей: 500/500. | Сосновское                |
| 781 | Тимофеево           | деревня     | Получено слишком много сущностей из Викиданные. Количество загруженных сущностей: 500/500. | Кубенское                 |
| 782 | Тимофеево           | деревня     | Получено слишком много сущностей из Викиданные. Количество загруженных сущностей: 500/500. | Новленское                |
| 783 | Тимофеевское        | деревня     | Получено слишком много сущностей из Викиданные. Количество загруженных сущностей: 500/500. | Сосновское                |
| 784 | Тимошкино           | деревня     | Получено слишком много сущностей из Викиданные. Количество загруженных сущностей: 500/500. | Новленское                |
| 785 | Тишиново            | деревня     | Получено слишком много сущностей из Викиданные. Количество загруженных сущностей: 500/500. | Подлесное                 |
| 786 | Токарево            | деревня     | Получено слишком много сущностей из Викиданные. Количество загруженных сущностей: 500/500. | Кубенское                 |
| 787 | Токарево            | деревня     | Получено слишком много сущностей из Викиданные. Количество загруженных сущностей: 500/500. | Спасское                  |
| 788 | Третниково          | деревня     | Получено слишком много сущностей из Викиданные. Количество загруженных сущностей: 500/500. | Майское                   |
| 789 | Третниково          | деревня     | Получено слишком много сущностей из Викиданные. Количество загруженных сущностей: 500/500. | Старосельское             |
| 790 | Тропино             | деревня     | Получено слишком много сущностей из Викиданные. Количество загруженных сущностей: 500/500. | Спасское                  |
| 791 | Трофимово           | деревня     | Получено слишком много сущностей из Викиданные. Количество загруженных сущностей: 500/500. | Сосновское                |
| 792 | Труфаново           | деревня     | Получено слишком много сущностей из Викиданные. Количество загруженных сущностей: 500/500. | Семёнковское              |
| 793 | Трухино             | деревня     | Получено слишком много сущностей из Викиданные. Количество загруженных сущностей: 500/500. | Кубенское                 |
| 794 | Тупочелово          | деревня     | Получено слишком много сущностей из Викиданные. Количество загруженных сущностей: 500/500. | Новленское                |
| 795 | Турбачево           | деревня     | Получено слишком много сущностей из Викиданные. Количество загруженных сущностей: 500/500. | Семёнковское              |
| 796 | Турутино            | деревня     | Получено слишком много сущностей из Викиданные. Количество загруженных сущностей: 500/500. | Кубенское                 |
| 797 | Тютрюмово           | деревня     | Получено слишком много сущностей из Викиданные. Количество загруженных сущностей: 500/500. | Новленское                |
| 798 | Усово               | деревня     | Получено слишком много сущностей из Викиданные. Количество загруженных сущностей: 500/500. | Спасское                  |
| 799 | Устье-Вологодское   | посёлок     | Получено слишком много сущностей из Викиданные. Количество загруженных сущностей: 500/500. | Подлесное                 |
| 800 | Уткино              | посёлок     | Получено слишком много сущностей из Викиданные. Количество загруженных сущностей: 500/500. | Старосельское             |
| 801 | Фалелеево           | деревня     | Получено слишком много сущностей из Викиданные. Количество загруженных сущностей: 500/500. | Новленское                |
| 802 | Федотово            | деревня     | Получено слишком много сущностей из Викиданные. Количество загруженных сущностей: 500/500. | Кубенское                 |
| 803 | Федотово            | посёлок     | Получено слишком много сущностей из Викиданные. Количество загруженных сущностей: 500/500. | Федотовское               |
| 804 | Федурино            | деревня     | Получено слишком много сущностей из Викиданные. Количество загруженных сущностей: 500/500. | Кубенское                 |
| 805 | Фенино              | деревня     | Получено слишком много сущностей из Викиданные. Количество загруженных сущностей: 500/500. | Кубенское                 |
| 806 | Фетинино            | посёлок     | Получено слишком много сущностей из Викиданные. Количество загруженных сущностей: 500/500. | Семёнковское              |
| 807 | Филино              | деревня     | Получено слишком много сущностей из Викиданные. Количество загруженных сущностей: 500/500. | Старосельское             |
| 808 | Филино              | деревня     | Получено слишком много сущностей из Викиданные. Количество загруженных сущностей: 500/500. | Кубенское                 |
| 809 | Филино              | деревня     | Получено слишком много сущностей из Викиданные. Количество загруженных сущностей: 500/500. | Старосельское             |
| 810 | Филисово            | деревня     | Получено слишком много сущностей из Викиданные. Количество загруженных сущностей: 500/500. | Кубенское                 |
| 811 | Филькино            | деревня     | Получено слишком много сущностей из Викиданные. Количество загруженных сущностей: 500/500. | Кубенское                 |
| 812 | Филютино            | деревня     | Получено слишком много сущностей из Викиданные. Количество загруженных сущностей: 500/500. | Новленское                |
| 813 | Фомкино             | деревня     | Получено слишком много сущностей из Викиданные. Количество загруженных сущностей: 500/500. | Кубенское                 |
| 814 | Фофанцево           | деревня     | Получено слишком много сущностей из Викиданные. Количество загруженных сущностей: 500/500. | Прилукское                |
| 815 | Фроловское          | деревня     | Получено слишком много сущностей из Викиданные. Количество загруженных сущностей: 500/500. | Подлесное                 |
| 816 | Фрязиново           | деревня     | Получено слишком много сущностей из Викиданные. Количество загруженных сущностей: 500/500. | Новленское                |
| 817 | Халезево            | деревня     | Получено слишком много сущностей из Викиданные. Количество загруженных сущностей: 500/500. | Новленское                |
| 818 | Харапово            | деревня     | Получено слишком много сущностей из Викиданные. Количество загруженных сущностей: 500/500. | Новленское                |
| 819 | Харачево            | посёлок     | Получено слишком много сущностей из Викиданные. Количество загруженных сущностей: 500/500. | Подлесное                 |
| 820 | Харитоново          | деревня     | Получено слишком много сущностей из Викиданные. Количество загруженных сущностей: 500/500. | Кубенское                 |
| 821 | Харитоново          | деревня     | Получено слишком много сущностей из Викиданные. Количество загруженных сущностей: 500/500. | Старосельское             |
| 822 | Хвастово            | деревня     | Получено слишком много сущностей из Викиданные. Количество загруженных сущностей: 500/500. | Кубенское                 |
| 823 | Хомяково            | деревня     | Получено слишком много сущностей из Викиданные. Количество загруженных сущностей: 500/500. | Новленское                |
| 824 | Хоробрец            | деревня     | Получено слишком много сущностей из Викиданные. Количество загруженных сущностей: 500/500. | Старосельское             |
| 825 | Хохлево             | деревня     | Получено слишком много сущностей из Викиданные. Количество загруженных сущностей: 500/500. | Спасское                  |
| 826 | Хребтово            | деревня     | Получено слишком много сущностей из Викиданные. Количество загруженных сущностей: 500/500. | Новленское                |
| 827 | Хреново             | деревня     | Получено слишком много сущностей из Викиданные. Количество загруженных сущностей: 500/500. | Майское                   |
| 828 | Хреново             | деревня     | Получено слишком много сущностей из Викиданные. Количество загруженных сущностей: 500/500. | Старосельское             |
| 829 | Хрипилево           | деревня     | Получено слишком много сущностей из Викиданные. Количество загруженных сущностей: 500/500. | Кубенское                 |
| 830 | Цыпоглазово         | деревня     | Получено слишком много сущностей из Викиданные. Количество загруженных сущностей: 500/500. | Семёнковское              |
| 831 | Чахлово             | ж/д станция | Получено слишком много сущностей из Викиданные. Количество загруженных сущностей: 500/500. | Подлесное                 |
| 832 | Чашково             | деревня     | Получено слишком много сущностей из Викиданные. Количество загруженных сущностей: 500/500. | Новленское                |
| 833 | Чашниково           | деревня     | Получено слишком много сущностей из Викиданные. Количество загруженных сущностей: 500/500. | Семёнковское              |
| 834 | Чашниково           | деревня     | Получено слишком много сущностей из Викиданные. Количество загруженных сущностей: 500/500. | Спасское                  |
| 835 | Чебаково            | деревня     | Получено слишком много сущностей из Викиданные. Количество загруженных сущностей: 500/500. | Спасское                  |
| 836 | Чекменево           | деревня     | Получено слишком много сущностей из Викиданные. Количество загруженных сущностей: 500/500. | Подлесное                 |
| 837 | Чекшево             | деревня     | Получено слишком много сущностей из Викиданные. Количество загруженных сущностей: 500/500. | Новленское                |
| 838 | Чемоданово          | деревня     | Получено слишком много сущностей из Викиданные. Количество загруженных сущностей: 500/500. | Семёнковское              |
| 839 | Черепаниха          | деревня     | Получено слишком много сущностей из Викиданные. Количество загруженных сущностей: 500/500. | Кубенское                 |
| 840 | Чернево             | деревня     | Получено слишком много сущностей из Викиданные. Количество загруженных сущностей: 500/500. | Новленское                |
| 841 | Чернеево            | деревня     | Получено слишком много сущностей из Викиданные. Количество загруженных сущностей: 500/500. | Старосельское             |
| 842 | Чернецкое           | деревня     | Получено слишком много сущностей из Викиданные. Количество загруженных сущностей: 500/500. | Подлесное                 |
| 843 | Чернухино           | деревня     | Получено слишком много сущностей из Викиданные. Количество загруженных сущностей: 500/500. | Сосновское                |
| 844 | Чёрный Порог        | деревня     | Получено слишком много сущностей из Викиданные. Количество загруженных сущностей: 500/500. | Кубенское                 |
| 845 | Чигорово            | деревня     | Получено слишком много сущностей из Викиданные. Количество загруженных сущностей: 500/500. | Новленское                |
| 846 | Чупрово             | деревня     | Получено слишком много сущностей из Викиданные. Количество загруженных сущностей: 500/500. | Новленское                |
| 847 | Шаврово             | деревня     | Получено слишком много сущностей из Викиданные. Количество загруженных сущностей: 500/500. | Новленское                |
| 848 | Шадрино             | деревня     | Получено слишком много сущностей из Викиданные. Количество загруженных сущностей: 500/500. | Новленское                |
| 849 | Шаталово            | деревня     | Получено слишком много сущностей из Викиданные. Количество загруженных сущностей: 500/500. | Кубенское                 |
| 850 | Шеино               | деревня     | Получено слишком много сущностей из Викиданные. Количество загруженных сущностей: 500/500. | Спасское                  |
| 851 | Шеломово            | деревня     | Получено слишком много сущностей из Викиданные. Количество загруженных сущностей: 500/500. | Старосельское             |
| 852 | Шелыгино            | деревня     | Получено слишком много сущностей из Викиданные. Количество загруженных сущностей: 500/500. | Спасское                  |
| 853 | Шилово              | деревня     | Получено слишком много сущностей из Викиданные. Количество загруженных сущностей: 500/500. | Кубенское                 |
| 854 | Широгорье           | деревня     | Получено слишком много сущностей из Викиданные. Количество загруженных сущностей: 500/500. | Старосельское             |
| 855 | Ширяево             | деревня     | Получено слишком много сущностей из Викиданные. Количество загруженных сущностей: 500/500. | Кубенское                 |
| 856 | Шоломово            | деревня     | Получено слишком много сущностей из Викиданные. Количество загруженных сущностей: 500/500. | Сосновское                |
| 857 | Шоломово            | деревня     | Получено слишком много сущностей из Викиданные. Количество загруженных сущностей: 500/500. | Старосельское             |
| 858 | Шолохово            | деревня     | Получено слишком много сущностей из Викиданные. Количество загруженных сущностей: 500/500. | Новленское                |
| 859 | Шульгино            | деревня     | Получено слишком много сущностей из Викиданные. Количество загруженных сущностей: 500/500. | Прилукское                |
| 860 | Щапилино            | деревня     | Получено слишком много сущностей из Викиданные. Количество загруженных сущностей: 500/500. | Старосельское             |
| 861 | Щёкино              | деревня     | Получено слишком много сущностей из Викиданные. Количество загруженных сущностей: 500/500. | Подлесное                 |
| 862 | Щербинино           | деревня     | Получено слишком много сущностей из Викиданные. Количество загруженных сущностей: 500/500. | Старосельское             |
| 863 | Щетинино            | деревня     | Получено слишком много сущностей из Викиданные. Количество загруженных сущностей: 500/500. | Новленское                |
| 864 | Щетинино            | деревня     | Получено слишком много сущностей из Викиданные. Количество загруженных сущностей: 500/500. | Семёнковское              |
| 865 | Щетниково           | деревня     | Получено слишком много сущностей из Викиданные. Количество загруженных сущностей: 500/500. | Старосельское             |
| 866 | Щипино              | деревня     | Получено слишком много сущностей из Викиданные. Количество загруженных сущностей: 500/500. | Кубенское                 |
| 867 | Щукарево            | деревня     | Получено слишком много сущностей из Викиданные. Количество загруженных сущностей: 500/500. | Семёнковское              |
| 868 | Юркино              | деревня     | Получено слишком много сущностей из Викиданные. Количество загруженных сущностей: 500/500. | Новленское                |
| 869 | Юркино              | деревня     | Получено слишком много сущностей из Викиданные. Количество загруженных сущностей: 500/500. | Сосновское                |
| 870 | Юрово               | деревня     | Получено слишком много сущностей из Викиданные. Количество загруженных сущностей: 500/500. | Спасское                  |
| 871 | Юрчаково            | деревня     | Получено слишком много сущностей из Викиданные. Количество загруженных сущностей: 500/500. | Подлесное                 |
| 872 | Юрчаково            | деревня     | Получено слишком много сущностей из Викиданные. Количество загруженных сущностей: 500/500. | Старосельское             |
| 873 | Юрьево              | деревня     | Получено слишком много сущностей из Викиданные. Количество загруженных сущностей: 500/500. | Сосновское                |
| 874 | Юрьевцево           | деревня     | Получено слишком много сущностей из Викиданные. Количество загруженных сущностей: 500/500. | Подлесное                 |
| 875 | Язвицево            | деревня     | Получено слишком много сущностей из Викиданные. Количество загруженных сущностей: 500/500. | Сосновское                |
| 876 | Яковлево            | деревня     | Получено слишком много сущностей из Викиданные. Количество загруженных сущностей: 500/500. | Подлесное                 |
| 877 | Яковлево            | деревня     | Получено слишком много сущностей из Викиданные. Количество загруженных сущностей: 500/500. | Старосельское             |
| 878 | Яковлевское         | деревня     | Получено слишком много сущностей из Викиданные. Количество загруженных сущностей: 500/500. | Семёнковское              |
| 879 | Яковцево            | деревня     | Получено слишком много сущностей из Викиданные. Количество загруженных сущностей: 500/500. | Старосельское             |
| 880 | Якунино             | деревня     | Получено слишком много сущностей из Викиданные. Количество загруженных сущностей: 500/500. | Майское                   |
| 881 | Якуткино            | деревня     | Получено слишком много сущностей из Викиданные. Количество загруженных сущностей: 500/500. | Новленское                |
| 882 | Яминово             | деревня     | Получено слишком много сущностей из Викиданные. Количество загруженных сущностей: 500/500. | Спасское                  |
| 883 | Янгосарь            | деревня     | Получено слишком много сущностей из Викиданные. Количество загруженных сущностей: 500/500. | Старосельское             |
| 884 | Ярилово             | деревня     | Получено слишком много сущностей из Викиданные. Количество загруженных сущностей: 500/500. | Подлесное                 |
| 885 | Яруново             | деревня     | Получено слишком много сущностей из Викиданные. Количество загруженных сущностей: 500/500. | Новленское                |
| 886 | Ярыгино             | деревня     | Получено слишком много сущностей из Викиданные. Количество загруженных сущностей: 500/500. | Семёнковское              |
| 887 | Яскино              | деревня     | Получено слишком много сущностей из Викиданные. Количество загруженных сущностей: 500/500. | Спасское                  |
| 888 | Яскино              | деревня     | Получено слишком много сущностей из Викиданные. Количество загруженных сущностей: 500/500. | Старосельское             |

### Упразднённые населённые пункты
В январе 2021 года были упразднены деревни Александрово, Алексеевское, Билибино, Гульево, Кулиги, Пантелеево, Рудино, село Погост Еленга. В июле 2021 года были упразднены три деревни Кубенского сельского поселения: Усово, Хаменниково, Шушково.
В 2023 году были упразднены 6 деревень:
- деревня Кудрино включена в черту посёлка Непотягово;
- деревня Муравьево включена в черту деревни Фофанцево;
- деревня Обухово включена в черту посёлка Дубровское;
- деревня Поповка включена в черту села Марьинское;
- деревня Прокунино включена в черту посёлка Ермаково,
- деревня Шаньково включена в черту деревни Марфино.

В 2024 году: деревни Молоденка и Патрино, Закрышкино (включена в черту деревни Смольево), Долгово, Настасьино и Сопятино (включены в черту деревни Морино).
В 2025 году: деревня Вепрево включена в состав поселка Дубровское.

## Экономика
Промышленность и агросектор
В районе расположено несколько десятков промышленных предприятий и несколько десятков агроферм и других предприятий агросектора и сельхозугодий .

## Инфраструктура

### Транспорт
Через Вологодский район проходит 4 направления Северной Железной дороги, на которых в районе находятся железнодорожные станции: Молочное, Дикая, Лумба, Кипелово, Кущуба, Чахлово и Паприха. Основные автомобильные трассы М8 (Москва — Архангельск) , А114 (Вологда — Новая Ладога) и А119 (Вологда — Медвежьегорск). Так же расположен аэропорт Вологда .

### ЖКХ
Газоснабжение: «Вологдагоргаз», «Вологдаоблгаз».
Электроснабжение: от Вологодских электрических сетей.

### Военные объекты
В районе расположена база авиации Военно-морского флота Федотово.

## Люди, связанные с районом
- Борзова, Галина Александровна (09.06.1926—05.08.2009) — ткачиха Краснодарского камвольно-суконного комбината Министерства лёгкой промышленности РСФСР Герой Социалистического Труда, родилась в деревне Абрамово.
- Душенов, Константин Иванович (9 августа 1895 — 4 февраля 1940) — родился в деревне Константиново, видный деятель советского ВМФ, первый командующий Северным флотом, флагман 1-го ранга.
- Ильюшин, Сергей Владимирович (30 марта 1894 — 9 февраля 1977) — родился в деревне Дилялево, советский авиаконструктор, трижды Герой Социалистического Труда.
- Каберов, Игорь Александрович (25 апреля 1917 — 2 октября 1995) — родился в деревне Никулинское, лётчик-истребитель, Герой Советского Союза.
- Клубов, Александр Фёдорович (18 января 1918 — 1 ноября 1944) — родился в деревне Яруново, лётчик-истребитель, дважды Герой Советского Союза.
- Коньков, Сергей Михайлович (04.05.1921, д. Грибково — 10.03.1960, Мосейково) — кавалер ордена Славы трёх степеней[54].
- Обичкин, Геннадий Дмитриевич (12 сентября 1899—1981) — родился в деревне Синицыно, советский историк, профессор, доктор исторических наук.
- Панкратов, Александр Константинович (10 марта 1917 года — 24 августа 1941 года) — родился в деревне Абакшино, Герой Советского Союза, первым в истории закрыл своим телом вражеский пулемёт.
- Швед, Даниил Сергеевич (род. 7 декабря 1983) — родился в посёлке Федотово, боксёр-любитель, призёр чемпионатов России по боксу, мастер спорта России международного класса.

## Археология и палеогенетика
У деревни Минино вблизи приустьевой части реки Дмитровки, на обращённом в сторону Кубенского озера возвышенном крае современной пойменной и первой надпойменной террас, в акватории Заболотского палеоозера находятся стоянки эпохи мезолита и неолита — Минино II и Минино I, для которых получены радиоуглеродные даты — 8400±40 — 9435±40 л. н. и 6165±45 — 9435±55 л. н. соответственно.
У мезолитических образцов Min11 (8671±48 — 8092±94 лет до н. э.), Min3 (7472±52 лет до н. э.), Min8 (6450 — 5800 лет до н. э.) определена митохондриальная гаплогруппа U4a1, у образцов Min2 и Min5 (8740 — 8420 лет до н. э.) определена митохондриальная гаплогруппа U4a2, у образца Min10 определена митохондриальная гаплогруппа U4d (калиброванная дата).
К XI—XIII векам относятся погребения, оставленные древнерусским населением.
Анализ митохондриальной ДНК у 12 образцов из средневековых погребений могильника Минино II показал, что у 10 индивидов выявлен митотип митохондриальной гаплогруппы Н, у одного — митотип митохондриальной гаплогруппы Н с нуклеотидной заменой 16129 G-A, у одного — митотип митохондриальной гаплогруппы I с нуклеотидными заменами 16129 G-A, 16223 C-T.